# جبران خليل جبران
جُبْران خليل جُبْران (6 يناير 1883 – 10 أبريل 1931 م) شاعر، كاتب، فيلسوف، عالم روحانيات، رسّام، فنان تشكيلي، نحّات عُثماني من أدباء وشعراء المهجر، ولد في بلدة بشري في شمال لبنان زمن متصرفية جبل لبنان، في سوريا العثمانية ونشأ فقيرًا، كانت والدته كاميلا في الثلاثين من عمرها عندما ولدته وكان والده خليل هو زوجها الثالث. ولم يتلق جُبران التعليم الرسمي خلال شبابه في متصرفية جبل لبنان. هاجر صبيًا مع عائلته إلى الولايات المتحدة الأمريكية، ليدرُس الأدب وليبدأ مسيرتهُ الأدبية، والكتابة باللغتين العربية والإنجليزية، امتاز أسلوبه بالرومانسية ويعتبر من رموز عصر نهضة الأدب العربي الحديث، وخاصةً في الشعر النثري.
كان جبران عضوًا في رابطة القلم في نيويورك، المعروفة حينها بِـ شُعراء المهجر جنبًا إلى جنب مؤلفين لبنانيين مثل الأمين الريحاني وميخائيل نعيمة وإيليا أبو ماضي.[بحاجة لمصدر] اشتهر في المهجر بكتابه النبي الذي صدر في عام 1923، وهو مثال مُبكر على «الخيال الملهم» بما في ذلك سلسلة من المقالات الفلسفية المكتوبة في النثر الشعري باللغة الإنجليزية، وحصل الكتاب على مبيعات جيدة على الرغم من الإستقبال الناقد والرائع. عُرفَ أيضاً بالشاعر الأكثر مبيعًا بعد شكسبير ولاوزي،  وقد تُرجمَ كتاب النبي إلى ما يصل إلى 110 لغة  منها الصينية.
توفي جُبران خليل جبران في نيويورك في 10 أبريل 1931 عن عمر ناهز 48 عاماً؛ بسبب مرض السِل وتَليُف الكَبِد، وقد تمنى جُبران أن يُدفن في لبنان، وتحققت أُمنيته في عام 1932، حيثُ نقلَ رُفاته إليها، ودُفنَ هُناك فيما يُعرَف الآن باسم «متحف جبران».

## نسبه وأصله
هو جبران بن خليل بن ميخائيل بن سعد، من أحفاد يوسف جبران الماروني البشعلاني اللبناني، أصله من دمشق، نزح أحد أجداده إلى بعلبك ثم إلى قرية "بشعلا" في لبنان، ثم انتقل جده يوسف جبران إلى قرية بشري التي ولد بها جبران.

## حياته

### نشأته في لبنان
ولد جبران في يوم السبت تاريخ 27 صفر 1300هـ الموافق 6 يناير 1883م لعائلة مسيحية مارونية، كان والده يعمل راعياً للماشية، حتى فقد عمله لكثرة الديون المتراكمة عليه وانشغاله بلعب القمار وشرب الكحول، وكانت والدته هي «كاميليا رحمة»- ابنة الخوري اسطفان عبد القادر رحمة- التي أنجبته وعمرها 30 عاماً، لم يتلقَ جبران التعليم الرسمي، وكان يتعلم العربية والكتاب المقدس من كاهن القرية.[بحاجة لمصدر]
في عام 1891 تم إلقاء القبض على والده وسجنه بتهمة الفساد المالي وتمت مصادرة جميع ممتلكاته، والشائع المتداول عن والد جبران وطباعه أنه كان فظاً سكّيراً، يسيء معاملة أفراد أسرته ويقسو على ولده -منذ سنواته الأولى- قسوة بالغة، أما عائلته التي بقيت مشردة عاشت فترة من الوقت في منزل أحد أقاربهم، وبسبب تصرفات الوالد غير المسؤولة ابتعدت العائلة عنه، حتى بعد خروجه من السجن بعد ثلاث سنوات إلا أن العائلة هاجرت إلى الولايات المتحدة في 25 حزيران/يونيو 1895.
في وقتٍ لاحق من حياته، عبّر جبران عن مشاعره تجاه والده قائلاً:
| جبران خليل جبران | لقد أُعجبت بقوته وصدقه ونزاهته، حيث كان يتغلب على من حوله بكلمة. لقد كانت جرأته وصراحته ورفضه التنازل سبباً في إيقاعه في مشكلة في النهاية. | جبران خليل جبران |

لكن في الحقيقة لم يشعر جبران قط بأنه قريب من والده المزاجي، حيث كان معادياً لطبيعته الفنية ومهاراته. من ناحية أخرى كان جبران دائماً يعبّر عن مشاعره تجاه والدته بأعمق كلمات المودة والإعجاب، فقد كانت أماً محبةً ومتسامحة، تملك طموحاً لأطفالها، فهي التي أشعلت خيال جبران بالأساطير والقصص الشعبية في لبنان بالإضافة إلى قصص أخرى من الإنجيل.

### في المهجر
اضطرت العائلة الفقيرة إلى بيع أواني المنزل بغية تأمين مستلزمات السفر، وحزمت أمتعتها متوجهة إلى الولايات المتحدة الأمريكية، تحديداً مدينة بوسطن. استقرت عائلة جبران في حي الصينيين، أقدم أحياء المدينة وأضيقها. دخل جبران مدرسة قريبة، بالخطأ تم تسجيل اسمه في المدرسة خليل جبران. هناك، بدأت أمه العمل خياطة متجولة، كما فتح أخوه بطرس متجراً صغيراً، أما جبران فبدأ بالذهاب للمدرسة في 30 سبتمبر 1895. وضع جبران في صف خاص بالمهاجرين للتركيز على تعليمهم الإنجليزية. بدأ جبران بالتردد إلى مؤسسة خيرية تُعطي دروساً في الرسم اسمها «دنسيون هاوس»، حيث لفتت موهبته انتباه مساعدة إجتماعية ذات نفوذ عالٍ جداً اسمها «جيسي»، التي عرفته بدورها من خلال صديق لها إلى المصور الشهير «فريد هولاند داي»، الذي كان يدير داراً للنشر في بوسطن. حيث شجع جبران ودعمه في مساعيه الإبداعية، بدأ جبران بتزيين الكتب ورسم الصور الشخصية، في النهاية بدأ داي بتقديم جبران إلى أًصدقائه. في عام 1898 تم استخدام إحدى رسماته كغلاف لأحد الكتب. كان قد أثار تردد جبران إلى أوساط «داي» قلق الأسرة، وازداد الأمر سوءاً بعد أن وقع جبران في شراك زوجة تاجر في الثلاثين من عمرها، حيث قلّ اهتمامه بالتصوير والعلم، وأوشك أن ينسى مشروع العودة إلى لبنان ليتعلم العربية ويتقنها، وعندما لاحظت والدته ذلك وأنه بدأ ينجذب إلى الثقافة الغربية قرروا إرساله إلى لبنان حيث سيكون بإمكانه أن يتعلم عن تراثه الشرقي.

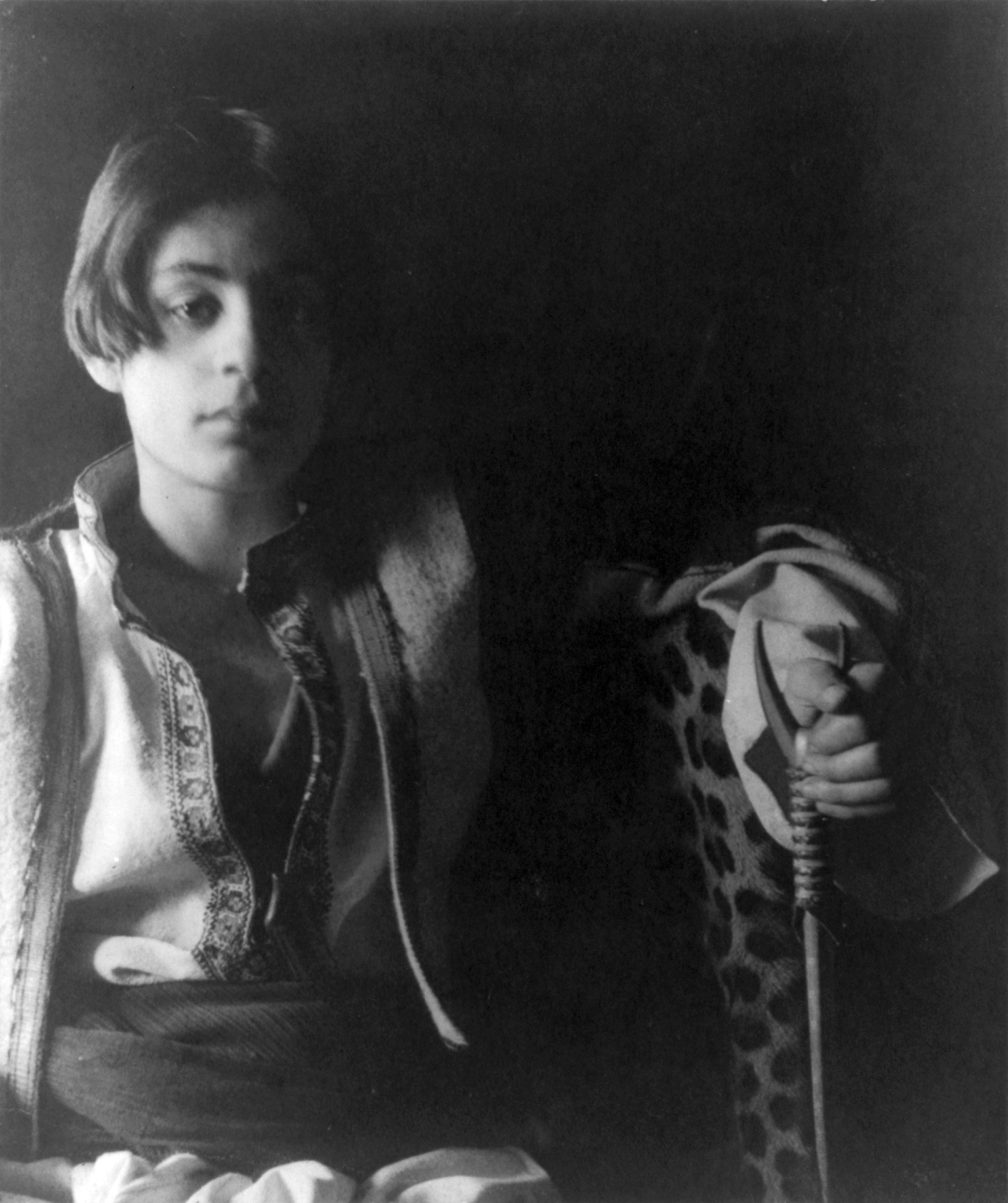
جبران خليل جبران في 1898

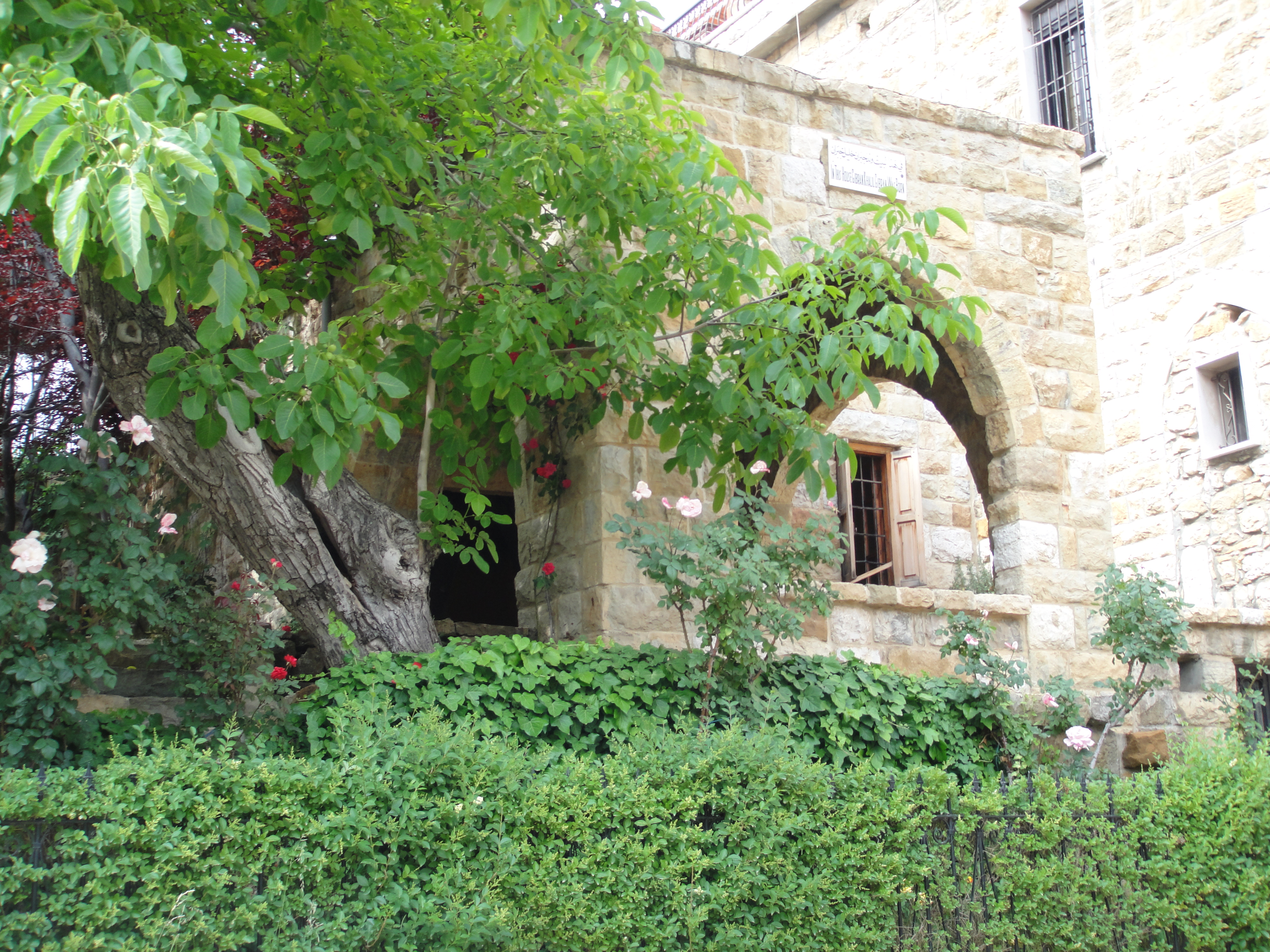
منزل عائلة خليل جبران في بلدة بشرّي.

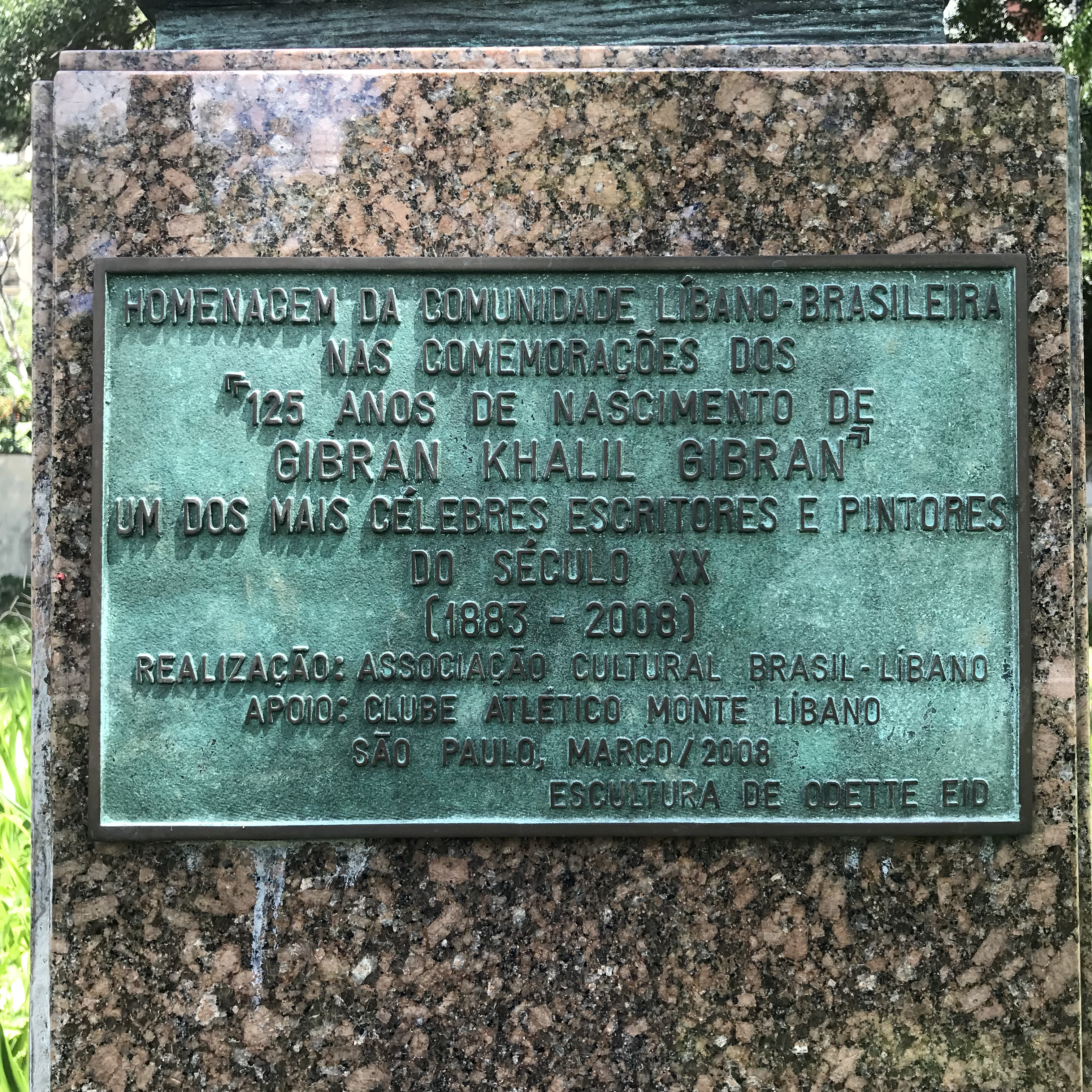
لوحة لذكراء

### العودة إلى بيروت
في 1898 عند سن الخامسة عشر، عاد جبران إلى بيروت ودرس في مدرسة إعدادية مارونية ومعهد تعليم عال يدعى الحكمة، درس جبران العربية على يد الخوري يوسف الحداد. لقد شكّل انتساب جبران لهذا المعهد وإقامته في بيروت فترة خصبة جداً وحافلة في حياته، حيث تعرّف في هذه المدينة على الرسّام «حبيب سرور»، وكان من أبرز رفقائه ومساعديه النحّات يوسف الحويّك والشاعر بشارة الخوري «الأخطل الصغير». بدأ مجلة أدبية طلابية مع زميل دراسة، ثم انتخب شاعر الكلية، كان يقضي العطلة الصيفية في بلدته بشرّي ولكنه نفر من والده الذي تجاهل مواهبه، مما دفعه للانتقال للعيش مع ابن عمه. وجد جبران عزاءه في الطبيعة، وصداقة أستاذ طفولته سليم الظاهر، وهناك افتتن جبران بجمال «الست حلا الظاهر» ابنة الشيخ طنّوس، وهام بها هياماً حد التوله. ومن علاقة الحب بينه وبين حلا الظاهر استوحى منها روايته (الأجنحة المتكسرة) تحت اسم سلمى كرامة بعد عشر سنوات. لقد شكّل صدور هذه الرواية عام 1912، حدثاً بارزاً في الأقطار العربية، كما أنه كان سبباً في تعارف جبران برجلين رافقاه طوال حياته: نسيب عريضة وميخائيل نعيمة.
بقي في بيروت سنوات عدة قبل أن يعود إلى بوسطن في 10 مايو 1902، وقبل عودته بأسبوعين توفيت شقيقته سلطانة بالسل في سن الرابعة عشرة. وفي العام التالي توفي بطرس بنفس المرض وتوفيت أمه بسبب السرطان. وأما شقيقته ماريانا فقد عملت في متجر للخياطة.
عُرف عن جبران علاقته العاطفية والفكرية بالكاتبة والأديبة مي زيادة، حيث تعارفا عبر المراسلة ولم يلتقيا أبدًا. بدأت العلاقة بينهما حين راسلته مي عقب اطلاعها على روايته الأجنحة المتكسرة عام 1912، وأبدت إعجابها بأفكاره وآراءه وناقشته فيها. استمرت علاقتهما زهاء 20 عامًا حتى توفي جبران في العام 1931.[بحاجة لمصدر]

### البداية والشهرة المتزايدة
كان جبران فنانًا بارعًا، خاصة في الرسم والألوان المائية، حيث التحق بـ«مدرسة الفنون أكاديمية جوليان»، في باريس خلال الفترة (1908 إلى 1910)، حيث اتبع أسلوب رومانسي على الواقعية الصاعدة وقتها، وأقام جبران معرضه الفني الأول لرسوماته وهو في الواحد والعشرين من عمره في عام 1904 في بوسطن في استوديو دايز (بالإنجليزية: Day's studio). وفي هذا المعرض التقى مع ماري هاسكل، وهي مديرة محترمة، حيث استمرت صداقتهما لبقية حياة جبران، وأنفقت هاسكل مبالغ كبيرة لدعم جبران وقامت بتحرير جميع كتاباته الإنجليزية.
ولا تزال طبيعة علاقتهم غامضة، بينما يؤكد بعض كتاب السيرة أنهما كانا عشيقين ولكنهما لم يتزوجا بسبب اعتراض عائلة هاسكل، انخرط جبران وهاسكل لفترة وجيزة لكن جبران ألغى العلاقة، فلم ينوي أن يتزوجها حيث كان له علاقات مع نساء أخريات. ولاحقاً تزوجت هاسكل من شخص آخر، وأستمرت في دعم جبران ماليًا واستخدمت نفوذها لمتابعته ودعم حياته المهنية وأصبحت محررة له، وعرضته على الصحفية شارلوت تيلر وعلى أستاذة اللغة الفرنسية إميلي ميشيل التي أصبحت من أصدقائه المقربين.
وفي عام 1908 ذهب جبران لدراسة الفن في باريس لمدة عامين، والتقى فيها شريكه في الدراسة الفنية وصديقه الدائم يوسف حويك. قرر جبران خليل عام 1912 أن يبدأ الكتابة باللغة الإنجليزية؛ لكي لا تقتصر مجموعة قراءه على متحدثي العربية فقط. كانت أولى منشوراته بالإنجليزية مجموعة نصوص من قصة «المجنون/ the Madman» في مجلة " the seven Arts"، ومنذ عام 1918 أصبحت معظم أعماله المنشورة باللغة الإنجليزية. صدر كتاب المجنون عام 1918 لشركة النشر Alfred A. Knopf بعد أن فرغ جبران من كتابته ويحتوي على أربع وثلاثين مَثَل وقصيدة في خليط بين الشعر والنثر لم يكن رائجاً آن ذاك.
في عام 1925 نُشر ديوان لشاعرة تدعى مدلين مايزن بعنوان "Hill Fragments" احتوى على خمس رسومات لجبران خليل. في عام 1963 أرسل جيرالد ر. كيلي مخطوطة تتضمن خمس تمثيليات مسرحية من فصل واحد مكتوبة بالإنجليزية إلى إحدى دور النشر، إلا أنها لاقت نقداً لاذعاً بعد عرضها على أحد النقاد المختصين، ما حال دون نشرها، إلا أن اثنتين منها قد نُشرتا لدى ناشرين آخرين عام 1964.

## الحياة العاطفية
يعتبر الحب عند جبران شراكة وتناغم روحي وكينونة. أطلق بعض الباحثين على مفهوم الحب عند جبران اسمًا خاصًا ألا وهو الحب الجبراني، اذ عتبروا أن سمات الحب الجبراني مغايرة لكل ما هو عصري متصل بالحب.
كان للمرأة دور كبير في حياة جبران خليل جبران، بل وتكوين شخصيته الفكرية والفنية، وقد تجلى ذلك واضحاً في جميع مؤلّفاته. إذ تعددت العلاقات الغرامية التي أقامها جبران خليل جبران أبرزها كان مع جوزفين بيبودي، وحلا الظاهر، وسلطانة ثابت، وماري هاسكل، وإميلي ميشال، وشارلوت تايلر، وماري قهوجي، وماري خوري، وجيتريد باري، وبربارة يونج، وماريتا لوسن، وهيلانة غسطين، ومي زيادة.

### جبران خليل جبران وجوزفين بيبودي
كانت جوزفين بيبودي الحب الأول في حياة جبران، حيث التقى بها عندما كان عمره 15 عامًا في معرض للرسم في بوسطن في عام 1898. كانت جوزفين أكبر بكثير من جبران. أرسل لها رسمًا من خلال معلمه مرفق بعبارة:
| جبران خليل جبران | إلى العزيزة المجهولة جوزفين بيبودي | جبران خليل جبران |

وقد ساهمت رعايتها له والاهتمام به في تخفيف ألمه والتقدم في حياته المهنية، اذ بدأ هذا الحب يترك انعكاساته على لوحات جبران.

### جبران خليل جبران وحلا الظاهر
تعرف جبران على حلا الظاهر بعد عودته لبيروت عام 1898. وهام بها هيامًا بلغ حدّ التولّه. وبدءا يلتقيان بالسر حتى اكتشف شقيق حلا، اسكندر علاقتهما ومنعهما من الاجتماع مجدداً، وبلغه رفض العائلة له. وبعد أسابيع قليلة من الفراق والحرمان، طلب جبران من حلا الهروب معه. لكنها رفضت قائلة:
| جبران خليل جبران | إذا قطفت ثمرة نيئة من شجرة، فسوف تؤذي كلًا من الثمرة والشجرة | جبران خليل جبران |

### جبران خليل جبران وسلطانة ثابت
تعرّف عليها جبران في بيروت بمدرسة الحكمة، إذ رافقت نسيبة له في زيارة إليه. كانت سلطانة أرملة تبلغ الثانية والعشرين من العمر وهو في السابعة عشرة. دامت العلاقة بينهما أربعة أشهر تبادلا خلالها الكتب والرسائل. ولكنه وجد فيهم إجيازاً وبرودة. توفيت بعد أربعة أشهر من تعارفهما. تلقّى من أخيها بعيد وفاتها، وشاحًا حريريًّا وبعض المجوهرات، فضلاً عن سبع عشرة رسالة مقفلة كتبتها من قبل ولم تجرؤ على مصارحته بحبّها. باح جبران بسرّها إلى ماري هاسكل في 4 أيار 1908. ولما عرفت ميشلين بسرّه، في اليوم التالي، طلبت منه أن يضع رسماً لها ففعل. وعلّقت ميشلين على الرسم بأنّه جعلها تعرف سبب رسم جبران للعينين النجلاوتين في رسومه.

### جبران خليل جبران وميشلين
ميشلين فرنسية الأصل، ومعلمة في مدرسة ماري هاسكيل وصديقتها. تعارفا عندما زار جبران مدرسة هاسكل، خلال إقامة معرض رسومه الأول هناك، وكانت في العشرين من عمرها. أحبها وأحبته، غير أن حبهما تحول، بعد سنتين تقريبًا من تعارفهما، إلى علاقة مضطربة وغامضة. تزوجت المحامي الأميركي لامار هاردي في 14 تشرين الأول 1914، ورزقت أطفالا. بقيت بعد زواجها على صلة طيبة به. توفيت عام ۱۹۳۱ بعد أشهر من وفاة جبران.

### جبران خليل جبران وماري إليزابت هاسكل
في عام 1904 أقام جبران معرضه الفني الأول لرسوماته، في محترف المصور فريد هولند داي. خلال هذا المعرض التقى جبران بـ ماري هاسكيل، مديرة مدرسة «هاسكيل-دين» للبنات في بوسطن، ابنة الحادية والثلاثين وشكّل الاثنان صداقة استمرت لبقية حياة جبران. رعت جيران وأحاطته بعطفها، وكانت له خير سند مادياً ومعنوياً. لم يكتم عنها أمرا واحدا، وقلما أخفى عنها سرا من أسراره. أطلعها على جميع أعماله واستشارها في ما عقد العزم على القيام به. كان لها الرأي المسموع في ما أبدته وما أسدته من من نصح. واستشاراته لها تراوحت بين الأمور المادية العادية، والشؤون المالية الكبرى. أمدّته بدعمها المالي وأرسلته على نفقتها إلى باريس. راجعت جميع ما نشرد باللغة الإنكليزية، مقالات وكتبًا، قبل صدوره.
| جبران خليل جبران | سأحبك حتى الأبدية. فقد كنت أحبك قبل أن نلتقي كبشريَيْن من لحم ودم بزمن طويل. عرفت ذلك حين رأيتك للمرة الأولى. كان ذلك هو القَدَر. أنتِ وأنا قريبان؛ ففي الجوهر نحن متشابهان. أريدك أن تتذكري هذا دائماً. أنت أعزُّ شخص على قلبي في هذا العالم. وهذه القربى، هذه الحميمية في كياننا الروحي، لن تتغير، حتى وإن اتفق لك أن تتزوجي سبع مرات، ومن سبعة رجال مختلفين. | جبران خليل جبران |

### جبران خليل جبران وماري خوري
ماري خوري كانت متزوجة، ومن المرجح أنه وقع في حبها خلال السنوات الأولى من إقامته في نيويورك. ولعلها هي المقصودة في رسالته إلى هاسكل عام 1994، والتي يشير فيها إلى امرأة أغوته وهامت بحبه هياما شديدا. كانت تساعد جبران وتستضيفُه في صالونها الأَدبي وتقدِّمه إِلى الحلقة الفكرية والفنية الأَميركية في المدينة. كان يرتاح في التردُّد إِليها، ويأْنس إِلى ضيافتها. قال إنه كتب إليها أكثر من مئتي رسالة.
| جبران خليل جبران | أَنتِ يا ماري مثل النسيم النقي الذي يمرُّ عند الصباح حاملًا عطر الأَزهار وأَنفاس الرياحين. فعندما أَفتكر بكِ أَشعر بنوع من الراحة الدخلية كأَن نفْسي قد تحمَّمت بأَمواج النسيم المعطَّر. قد مرَّ عيد الميلاد ولم يترك في قلبي سوى الأَسف والشوق والتذكارات المحزنة.." | جبران خليل جبران |

### جبران خليل جبران ومي زيادة
تَعارف مي وجبران عبر الرسائل عِندما كَتبت مَي زيادة مَقالة تُعبّر فيها عَن رأيها بِقصيدة جبران خليل جبران «المواكب»، حَيثُ كانت مي مُعجبة بِأفكاره وآراءه، ثُمَ كَتبت لَه رِسالة تُعبّر فيها عَن رأيها أيضاً بِقصة «الأجنحة المتكسرة» الّتي نَشرها في المهجر عام 1912م حيث كتبت لَهُ:
| جبران خليل جبران | إنّنا لا نَتفق في مَوضوع الزّواج يا جُبران. أنا أحترمُ أفكارَك وأجلُ مَبادئك، لِأنني أعرِفُك صادِقاً في تَعزيزها، مُخلصاً في الدِّفاع عَنها، وكُلُها تَرمي إلى مَقاصِدَ شَريفة. وأُشاركك أيضاً في المَبدأ الأساسيّ القائِل بِحرية المَرأة، فكالرجل يَجبُ أن تَكون المرأة مُطلقة الحُريّة في انتِخاب زَوجها من بَين الشُّبان، تابِعة بذلك مُيولَها وإلهاماتِها الشّخصية، لا مَكيفة حَياتها في القالِب الّذي اختارَهُ لَها الجيرانُ والمَعارف.." | جبران خليل جبران |

عِندما أقيم احتفالٌ كَبير لِلشاعر «خليل مطران» في القاهرة وطَلَب مَنشئ الهِلال «جرجي زيدان» مِن جبران أن يُرسلَ كَلمته، طلبَ زيدان مِن مَي زيادة أن تَقرأ نَص جبران في ذلك الحَفل نِيابةً عَنه، وفي عام 1914م بَدأت العَلاقة التّراسُلية بَينهما، وتَوثقت العَلاقة بَينهُما شيئاً فشيئاً فَتدرّجت مِن التّحفظ إلى التّودد إلى الإعجاب ومِن ثُم الصّداقة حَتى وَصل الأمرُ إلى الحب في عام 1919م. عَلى الرُّغم مِن ذلك إلا أنّ كِلاهما كانَ يَخشى التّصريح بِحبه لِلآخر، فَيلجأ إلى التّلميح فَلم يُخاطبا بَعضهُما بالّطريقة المَألوفة بَينَ العُشاق، فجبران لَم يَكن يُسمي الأشياءَ والمَشاعِر بأسمائِها إنمّا كانَ يَرمِز إليها فَعبّر عَن حُبه لِمي بِقوله:
| جبران خليل جبران | أنت تحيين فيّ، وأنا أحيا فيكِ"، ووصف علاقتهما أيضاً بقوله: " الدّقيقة، والقويّة، والغَريبة" وأنّها "أصلَبُ وأبقى، بِما لا يُقاس مِن الرّوابِط الدّموية والجَنينيّة حتى والأخلاقية | جبران خليل جبران |

عَلى الرُّغم مِن ارتباط جُبران بالعديدِ مِن النّساء، إلّا أنَّ مي كانَت صَديقَته وحَبيبته وَلطالَما عَبّرعَن إعجابِه بِكتابَتها وبِذوقِها وثَقافتها عَبر رَسائِله إلَيها، وَأخبَرها بِما لَم يُخبرغَيرها بِه، طُفولَته وأحلامَه وكِتاباته، أحبّ فيها أيضاً حُبها لَهُ فَقد كانَ جبران الحُب الوَحيد في حَياة مي، وعَلى الرّغم مِن هذا الحُب الكَبير بَينهما إلّا أنَّ أحداً لَم يَلتقي بِالآخر ويُقال أيضاً أنّهُما تَجنبا لِقاءَ بَعضهما، واستمرّا فَقط بِكتابةِ الرّسائل لِبعضِهما، واستمرت المُراسلة بَينهما ما يُقارب العشرين عاماً، وانتَهت بِوفاة جبران خليل جبران في نيويورك عام 1931م، ما شَكّل صَدمة كَبيرة لمي وعاشَت بَقية حياتها وَحيدة. تُعد رَسائلهما أحَد أهَم الأعمال في فن المراسلة، حَيثُ قامَ جبران خليل جبران بِتأليف كِتاب يَضم جَميع رَسائِلُه لَها وعَددُها 37 رسالة بعنوان «الشعلة الزرقاء».وهذه بَعضُ المُقتَطفات مِنها:

### جبران خليل جبران وهيلانة غسطين
اكتشفت هذه المرأة في حياة جبران من الأديب الأردني إبراهيم ناصر سويدان، وخصص لها فصلا في كتاب له أصدره في لوس أنجلوس تحت عنوان: «جبران كما أعرفه»، لمناسبة الذكرى السبعين لرحيل جبران. كان لقائها الأول في مكتب «الهدى» في نيويورك، في نهاية اجتماع دُعي إليه مع مجموعة من وجهاء المهاجرين لبحث أوضاع المجاعة في لبنان أثناء الحرب العالمية الأولى. في نهاية الأجتماع دعاها إلى زيارته. في هذا اللقاء أحبت هيلانة جبران، وأحبها هو كذلك. وبعد تعارفهما أصبحت تزوره في محترفه، ويذهبان معا في زيارات خاصة هامة، تبادلا الرسائل العاطفية، وحاولت أستدراجه للزواج لكنها لم تنجح.
| جبران خليل جبران | انت يا هيلانة ميّالة إلى الشكوى حينما لا يكون هناك من سبب إلى الشكوى. فتتأففين من الظلام مع أنك جالسة في نور الشمس. الله يساعدني على السيدات اللطيفات المغنجات الشاكيات المشككات | جبران خليل جبران |

.

## الرابطة القلمية
أسس جبران خليل جبران الرابطة القلمية في نيويورك عام 1920م مع كلِّ من ميخائيل نعيمة، عبد المسيح حداد، ونسيب عريضة، إيليا أبو ماضي، ورشيد أيوب، وندرة حداد، ثمّ انضم إليها فيما بعد أحمد زكي أبو شادي. كانت جريدة السائح تتولى مهمة نشر أخبارها وأشعارها، وقد اتخذ شعراء الرابطة من كتاب (الغربال) لميخائيل نعيمة دستوراً للرابطة ولمذهبهم الشعري، وقد ظهر فيه التأثر بالرومانسية الغربية التي أصبحت سمة من سمات الشعر العربي الحديث، ويظهر هذا التأثر جلياً من خلال المعايير التي وضعها ميخائيل نعيمة للشعر وقرنها بحاجات الإنسان النفسية وهي: الحاجة إلى الإفصاح، والحاجة إلى الحقيقة، والحاجة إلى الجمال، والحاجة إلى الموسيقى، وجعل ميخائيل هذه المقاييس هي مقياس جودة الشعر، وقد امتثل أعضاء هذه الرابطة لها، وأخذوا على عاتقهم أمر التجديد في الشعر العربي، فقاموا بحملة عنيفة ضد الدين، واللغة، والتقاليد، ونادوا بالتحرر من اللغة التقليدية في الشعر، وبالرومانسية، والتصوف، والتأمل في أسرار الحياة والوجود، وقد سعى أعضاء الرابطة لأن يكون أدبهم حراً من كل قيد.

## كتابات

### النمط والموضوعات المتكررة
كان جبران معجبًا كبيرًا بالشاعر والكاتب فرنسيس مراش، بعد أن درس أعماله في مدرسة الحكمة في بيروت. وفقًا للمستشرق شموئيل موريه، فإن أعمال جبران تعكس صدى «مراش» وتعكس العديد من أفكاره، وقد ذكر سهيل بشروي وجو جنكينز كيف ترك «مفهوم ماراش للحب العالمي» انطباع عميق في جبران على وجه الخصوص، وأن جبران غالبًا ما استخدم اللغة الرسمية والمصطلحات الروحية في شعره؛ كما تكشف إحدى قصائده في كتاب النبي:
| جبران خليل جبران | ولكن دعونا نوجد مسافات في جماعكم ودع رياح السماوات ترقص بينكما. نحب بعضنا بعضًا ولكن لا تجعل رباط الحب: فليكن بحرًا متحركًا بين شواطئ نفوسك. | جبران خليل جبران |

### أدبه ومواقفه
انتهج جبران في كتاباته اتجاهان، أحدهما يأخذ بالقوة ويثور على عقائد الدين، والآخر يتتبع الميول ويحب الاستمتاع بالحياة النقية، ويفصح عن الاتجاهين معًا قصيدته «المواكب» التي غنتها المطربة اللبنانية فيروز باسم «أعطني الناي وغنّي».
تفاعل جبران مع قضايا عصره، وكان من أهمها التبعية العربية للدولة العثمانية والتي حاربها في كتبه ورسائله. وبالنظر إلى خلفيته المسيحية، فقد حرص جبران على توضيح موقفه بكونه ليس ضِدًا للإسلام الذي يحترمه ويتمنى عودة مجده، بل هو ضد تسييس الدين سواء الإسلامي أو المسيحي.
بهذا الصدد، كتب جبران في مقال وصفه بأنه رسالة «إلى المسلمين من شاعر مسيحي»:
| جبران خليل جبران | إي والله لقد صدقوا، فأنا أكره الدولة العثمانية لأني أحب العثمانيين، أنا أكره الدولة العثمانية لأني أحترق غيرة على الأمم الهاجعة في ظل العلم العثماني. أنا أكره الدولة العثمانية لأني أحب الإسلام وعظمة الإسلام ولي رجاء برجوع مجد الإسلام. أنا لا أحب العلّة، ولكنني أحب الجسد المعتلّ، أنا أكره الشلل ولكنني أحب الأعضاء المصابة به.. أنا أجلُّ القرآن ولكنني أزدري من يتخذ القرآن وسيلة لإحباط مساعي المسلمين كما أنني أمتهن الذين يتخذون الإنجيل وسيلة للحكم برقاب المسيحيين. | جبران خليل جبران |

### الأسلوب الأدبي
امتلك جبران أسلوبًا أدبيًا تميز به كثيرًا عن غيره من شعراء وأدباء عصره، حيث كان أسلوبًا مبتكرًا وجديدًا غير مألوفًا وصفه البعض بالغموض. وصف أسلوبه مجموعة من زملائه في المجال الأدبي مثلُ مي زيادة وصلاح لبكي وغيرهم الكثير. وصفت مي زيادة أسلوبه قائلةً:
| جبران خليل جبران | يلخص الجملة والمعنى رسمًا على هامش القرطاس، أو يشرحه في صورة عجيبة | جبران خليل جبران |

أما صلاح لبكي قال عنه واصفًا لأسلوبه الأدبي:
| جبران خليل جبران | تنكب عن المألوف من الجناس والمجاز، ومحاولة لتحميل الكلمات فوق ما تعودت جملة من المعاني، ولتجريدها من التفاهة والفضول | جبران خليل جبران |

وكتب قاسم حداد:
| جبران خليل جبران | فليس جبران نابغة (إبداعياً) ولا هو كاتب عابر لا تتعثّر به النظرة التاريخية لتطور الكتابة العربية الحديثة. إنه كاتب عربي، أعطى نتاجاً أدبياً عادياً ومات، دون أن يحصل على التقدير المناسب في حياته. وهذا يحدث لكل أدباء العرب المبدعين وغيرهم | جبران خليل جبران |

قال عنه علي الطنطاوي في كتاب صور وخواطر في نداءه إلى أدباء مصر في سنة 1943:
| جبران خليل جبران | خسر الايمان والرجولة والفضائل كلها وربح شهرة عريضة، وترك صفحات فيها كلام جميل يلذ قارئه، ولكنه يسلبه ايمانه من قلبه ويقوّض بيته على رأسه | جبران خليل جبران |

لم يلتزم جبران بلونٍ أدبي وحيد، فكتب في جميع الألوان الأدبية، حيث نظَمَ الشعرَ وألَّفَ الروايةَ والقصةَ القصيرة، وكتَبَ كذلك المقالةَ التي تميزت بتنوع موضوعاتُها ما بينَ الاجتماعي، والسياسيِّ والفكريِّ والفلسفي. كان من الذين أبدعوا في فن الرسالة، فترك مجموعة من الرسالات التي تعج بالأساليب الأدبية والمواضيع المتنوعة. أما بالنسبة للموضوعات والأهداف التي كانت يدور حولها أدب جبران فهي متنوعة، جزءٌ منها يدعو إلى القوة والتأثير في الدين والعقيدة والعادات، أمّا الجزء الآخر فكان يتّبع الأهواء والميول وحبّ الحياة.
كان جبران من أحد الأدباء العرب القليلين الذين كانوا لهم إنجازات باللغتين العربية والإنجليزية. حيث حقق نجاحًا كبيرًا في التأليف باللغة الإنجليزية، وأصدر عدداً من الكتب وصل إلى الثمانية، وذلك خلال ثمانية أعوام. تميز أسلوب جبران الأدبي بسلاسة الألفاظ، والبساطة في التعبير، وتوظيف كلّ الصيغ والأساليب اللغويّة، والإكثار من استخدام الاستعارات والمجازات. ولعل أهم ما يميز أعمال جبران الأدبية الإبداع في فن التصوير، فنجد الكثير من الصور الفنية الجميلة الخيالية المليئة بالمعاني والعبارات العميقة تتغطى على أعماله الأدبية؛ لأنه فنان ورسام كان في البداية يصور الفكرة ثم يبدع في صياغتها. اعتمد جبران في أعماله الأدبية أسلوبين: الأول يتميز بالقوة والثورة على العقائد والعادات والدعوة إلى الحرية، والثاني امتاز بحب الاستمتاع بالحياة والدعوة إلى اتباع الميول.
أما بالنسبة لجبران الشاعر فإنه لم يتبع الأسلوب الشعري التقليدي المحافظ المعروف في زمن العشرينات، فأسلوبه الشعري يُلاحظ منه تأثره بالثقافة والأدب الغربي، كانت قصائده تطرح مجموعة من الأفكار، اذ عكس فيها الظلم والعبودية في المجتمع ودعا إلى الحرية والتمرد والقضاء على العادات التي تقضي على حقوق الإنسان وتكبله من التمتع بالحياة. وكان للرومانسية نصيبٌ في أشعاره، قصائد جبران كانت تدور حول أكثر من موضوع كالوقوف على الأطلال، والوصف، والحكمة، والتقرير.

## فن بصري
تبلغ أعماله الفنية أكثر من سبعمائة عمل فني، وتتضمن صوراً لأصدقائه ويليام بتلر ييتس وكارل يونغ وأوغوست رودان،  وكانت لوحات جبران موضوع حلقة سبتمبر 2008 من مسلسل PBS TV Detectives، وقد جمعت رسومه من خلال المتحف العربي للفن الحديث في الدوحة.

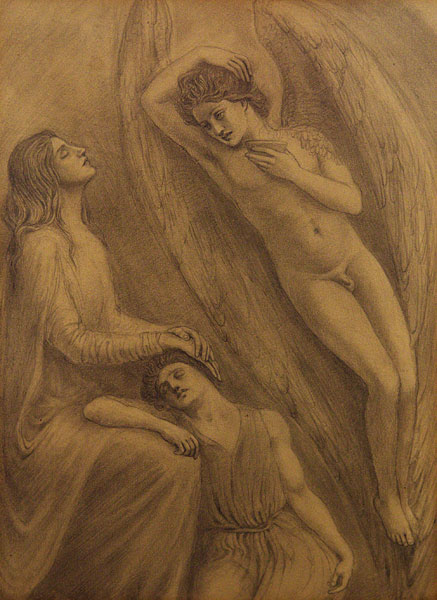
ملاك مريح
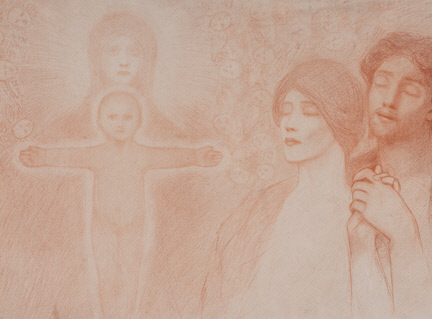
رؤيا آدم وحواء
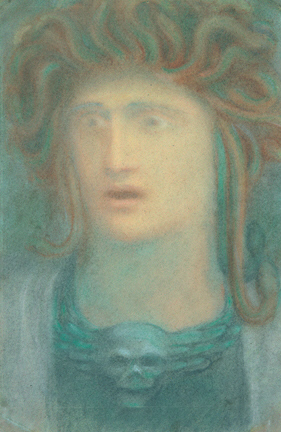
ميدوسا
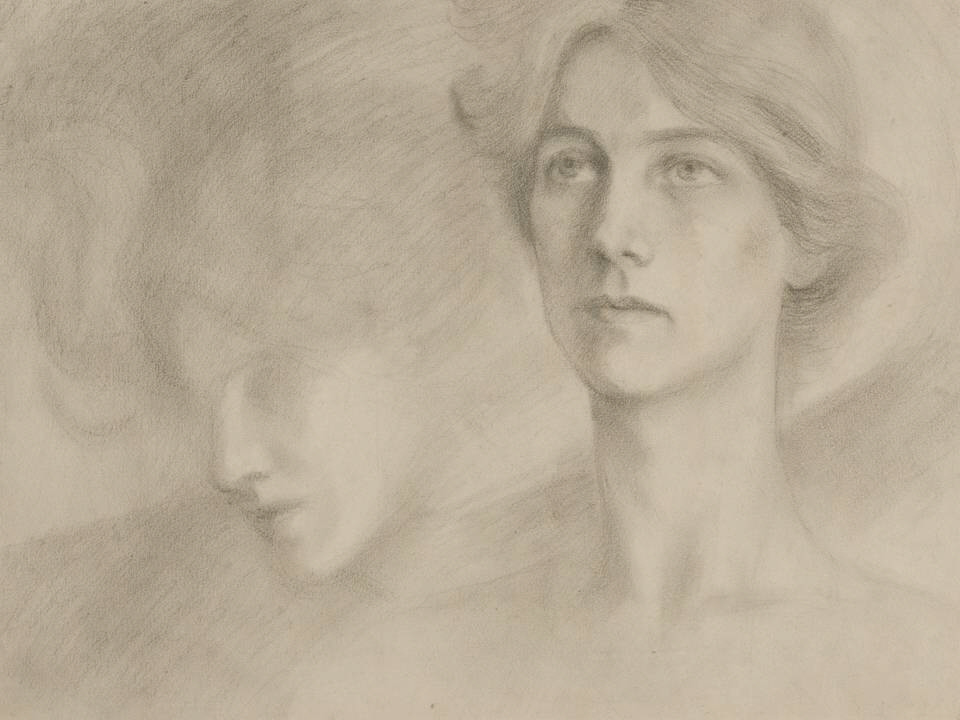
شارلوت تيلر
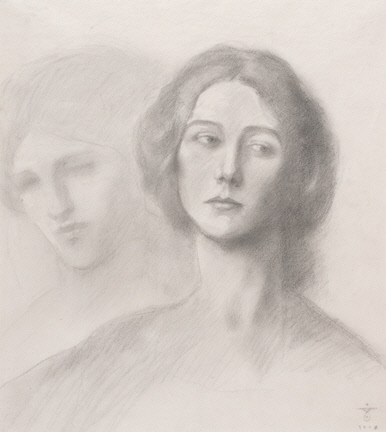
شارلوت تيلر
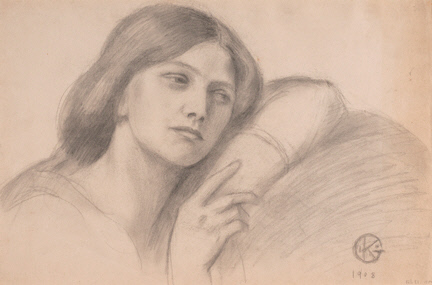
شارلوت تيلر
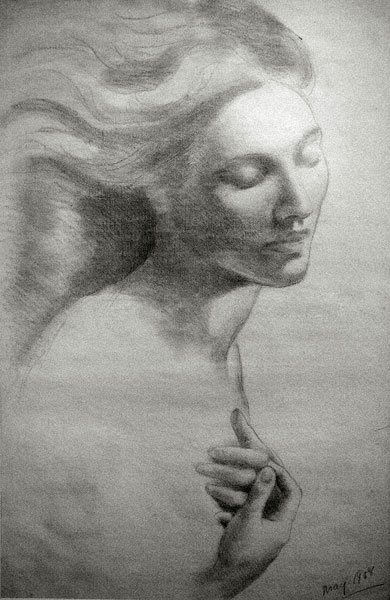
استحضار سلطانة تابت
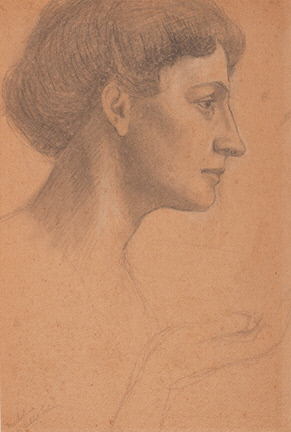
رأس إميلي ميشيل
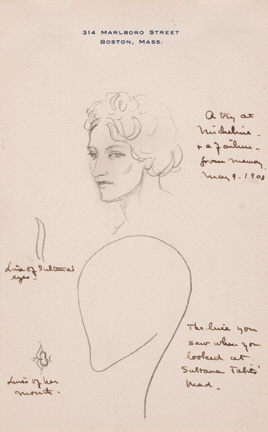
رئيسة ميشلين والرسم الخطي لرأس سلطانة
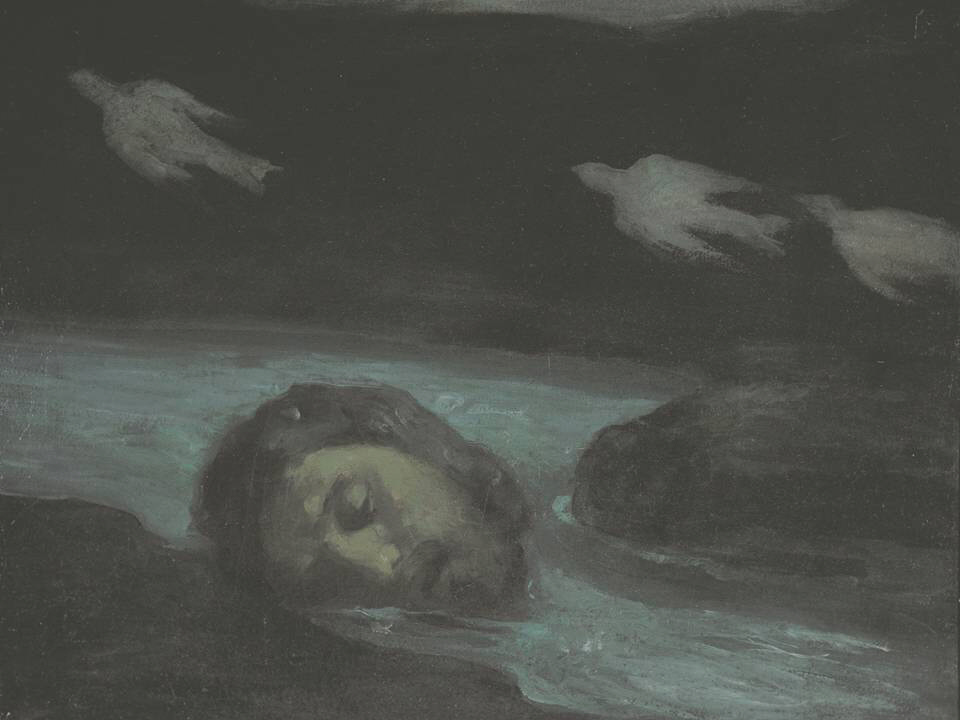
رأس أورفيوس عائم أسفل نهر العبرانية إلى البحر
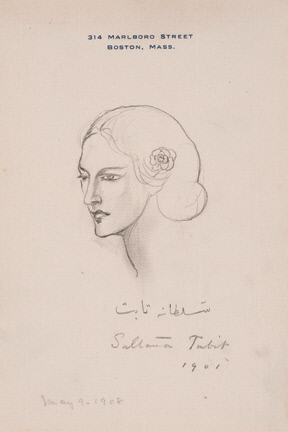
رأس سلطانة تابت
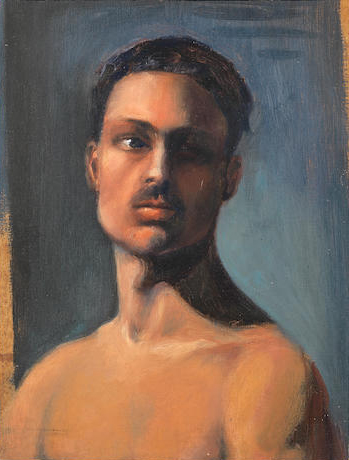
بورتريه أمين الريحاني
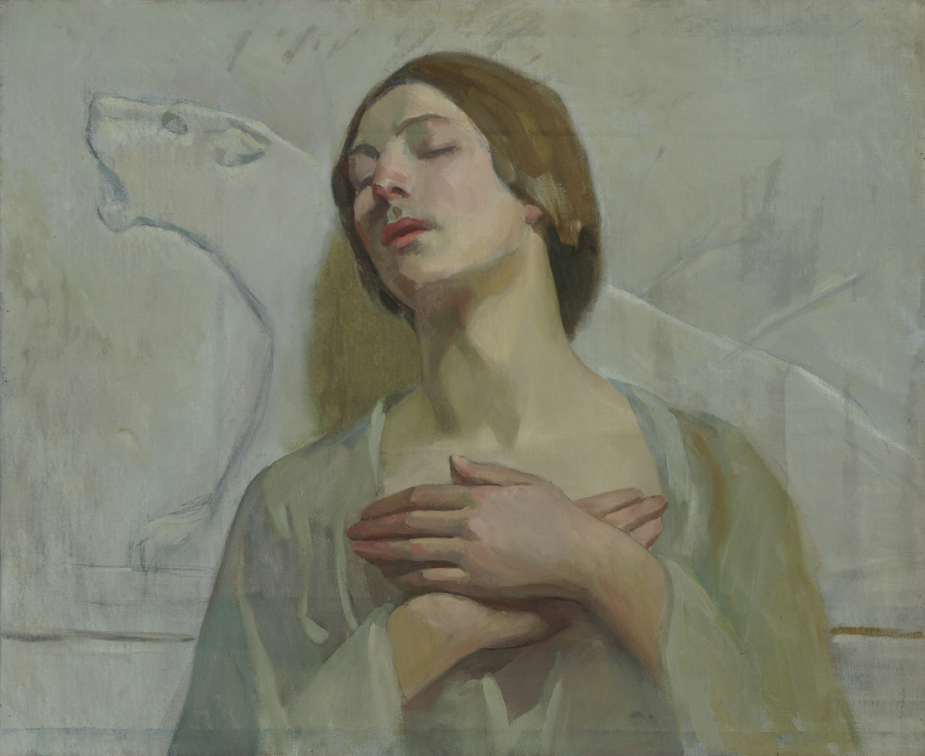
صورة لأم الفنان
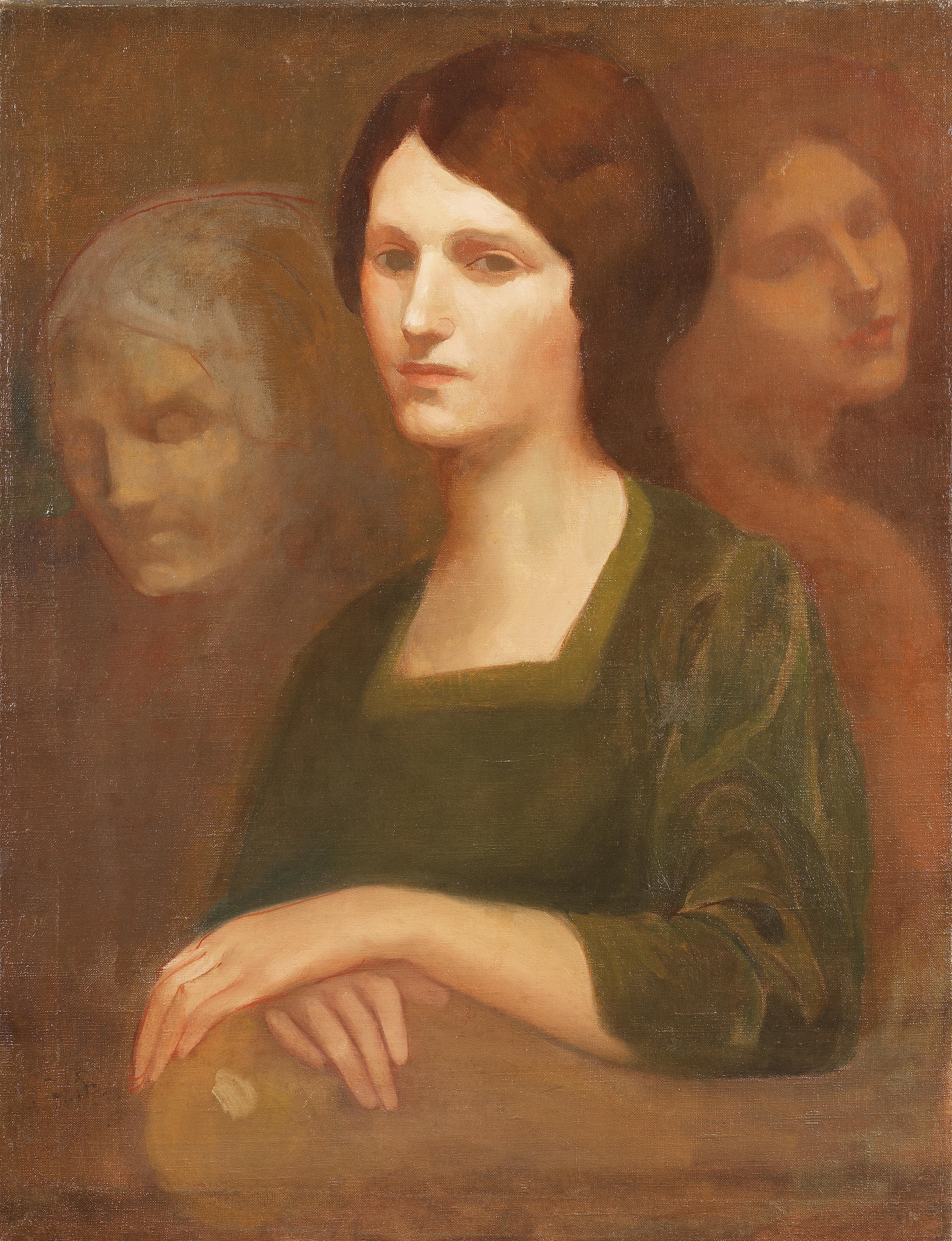
صورة شارلوت تيلر
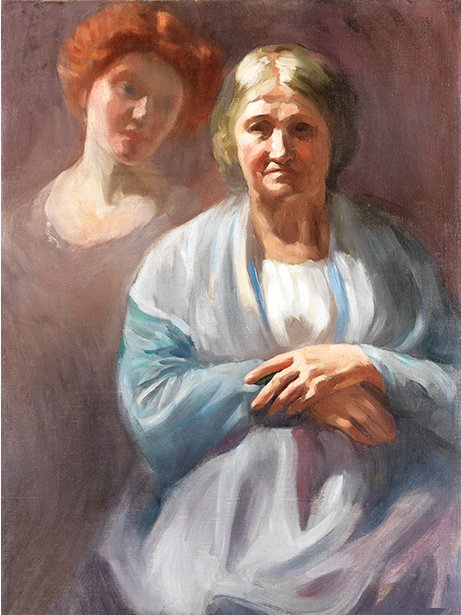
صورة ياميل
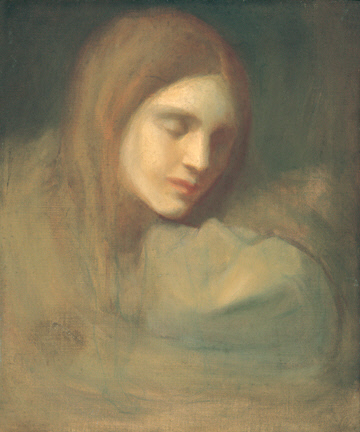
ماريانا جبران
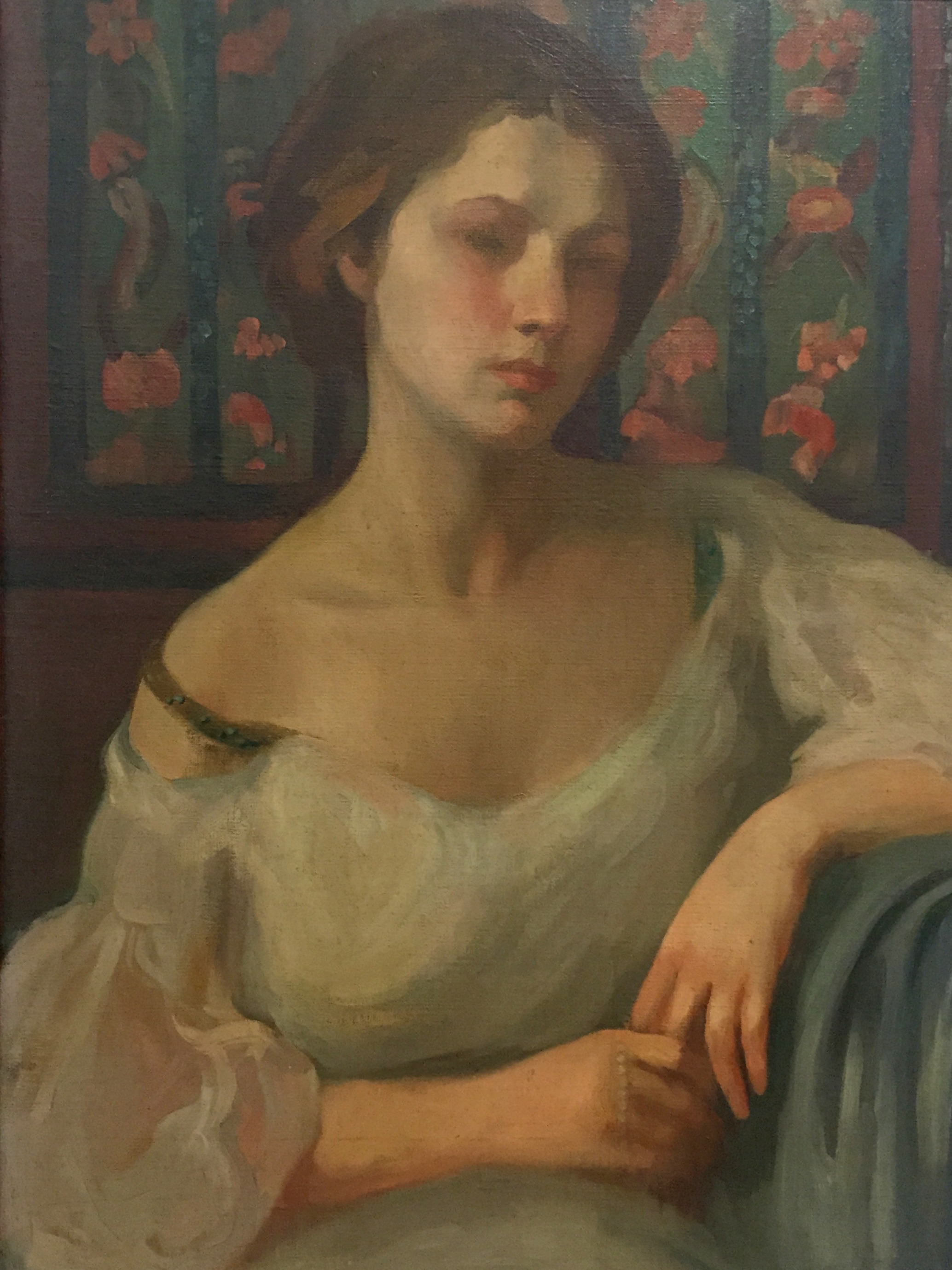
صورة إميلي ميشيل (ميشلين)
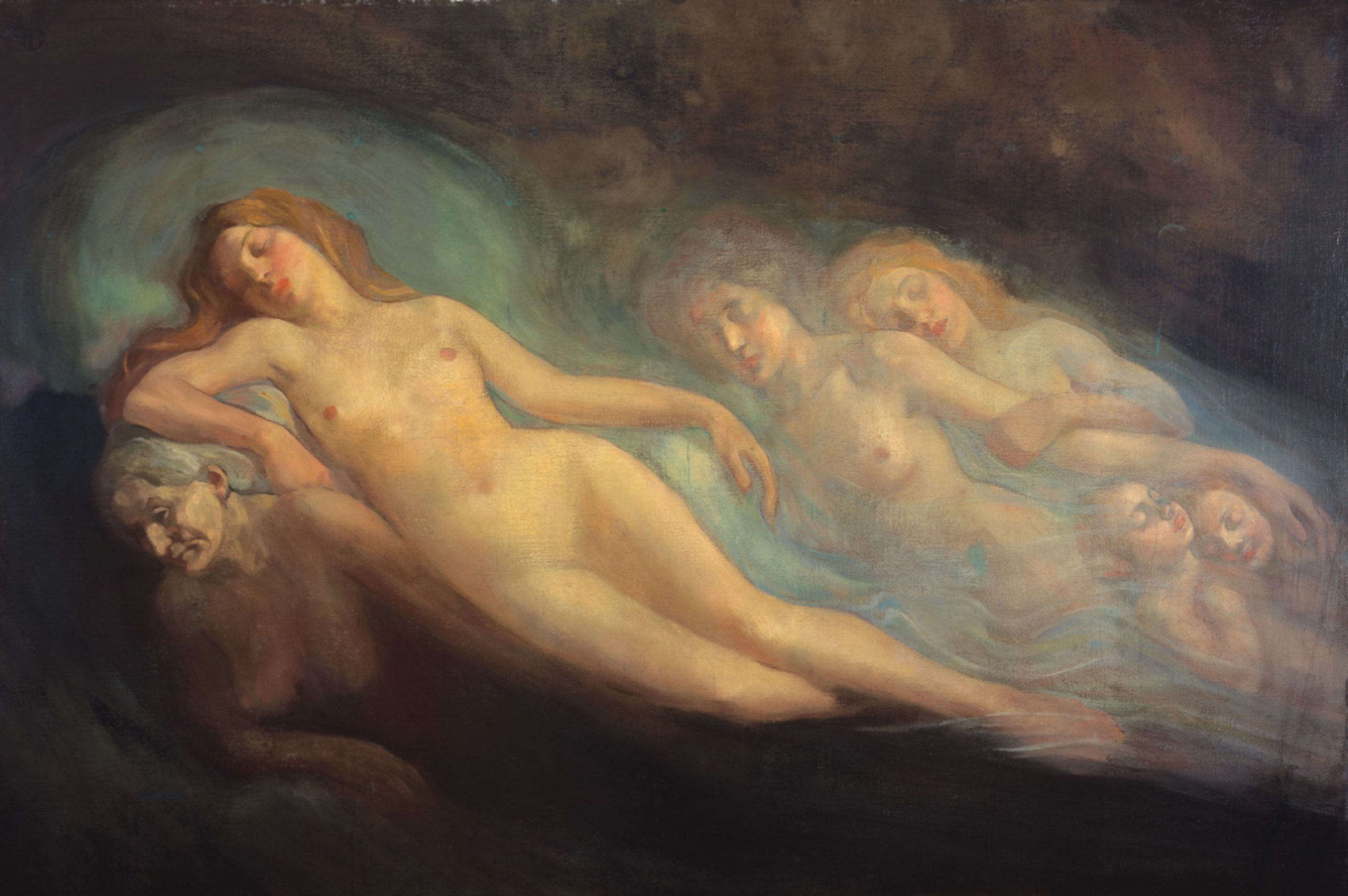
أعمار النساء
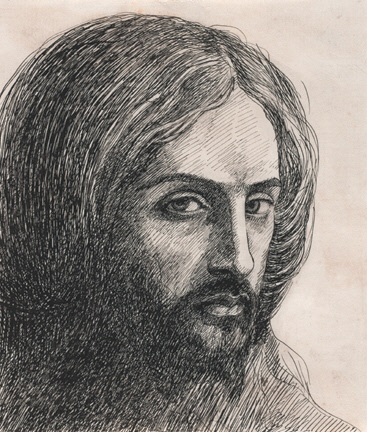
أمين الريحاني
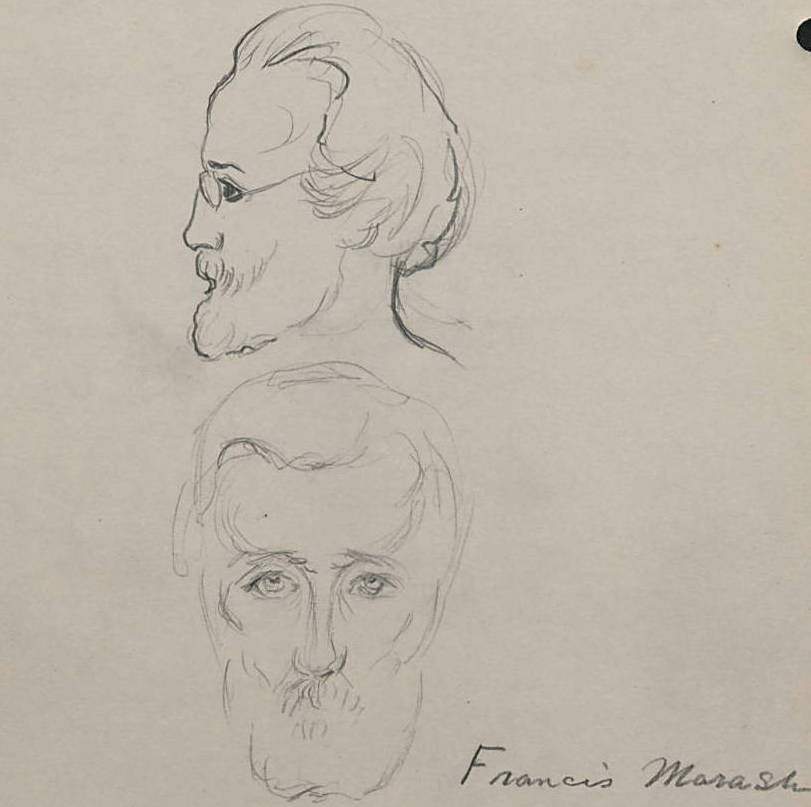
فرنسيس مراش
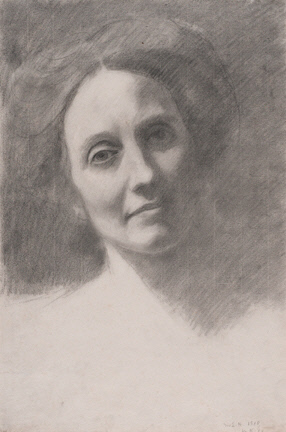
ماري هاسكل
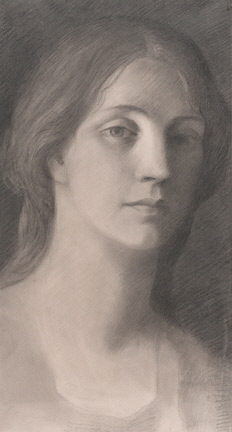
ميشلين
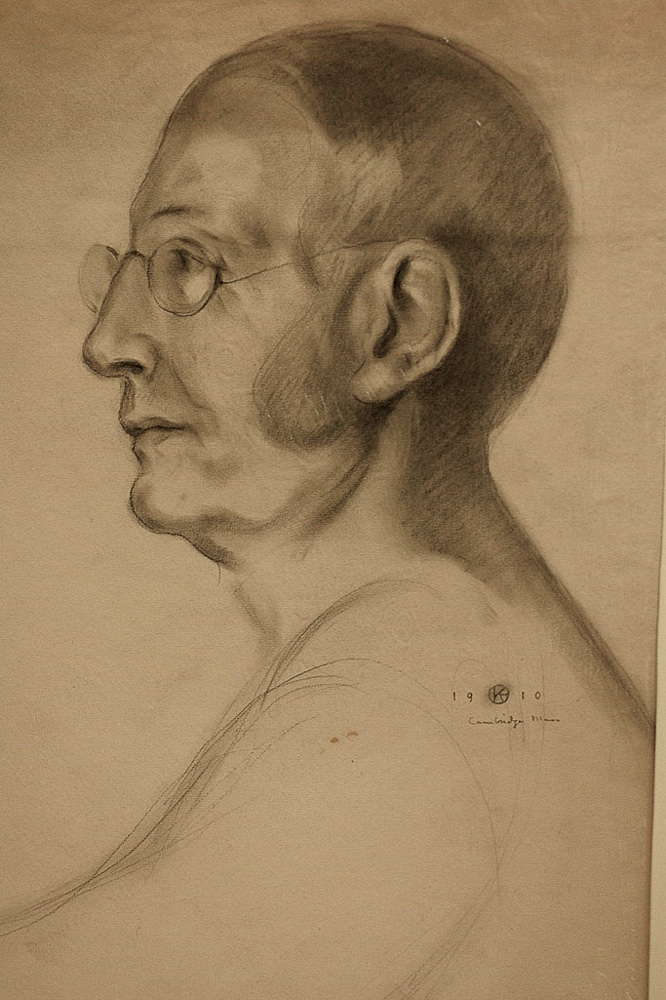
صورة لتشارلز ويليام إليوت
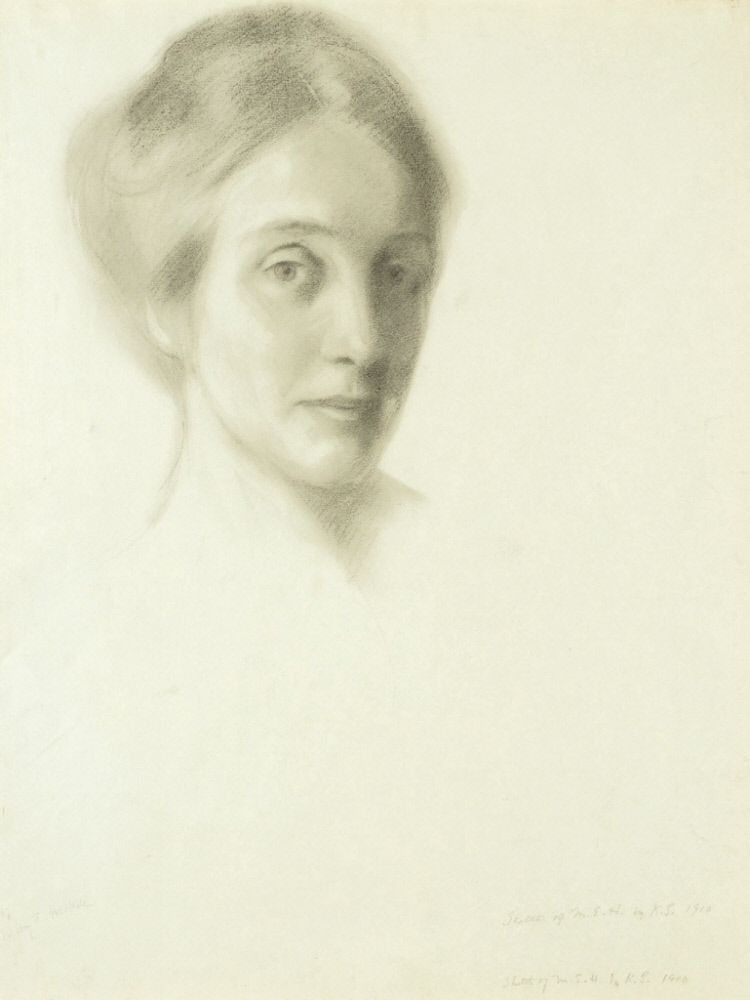
صورة لماري هاسكل
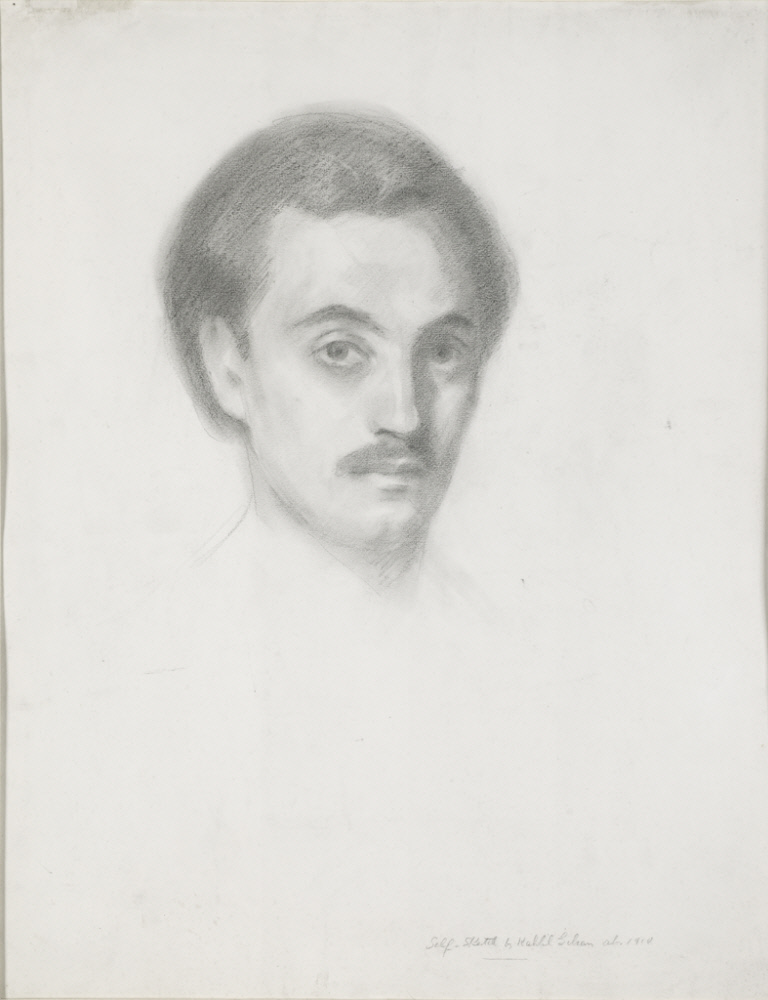
رسم ذاتي
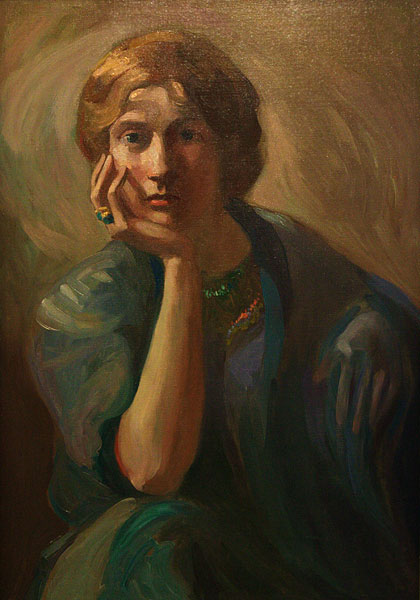
صورة شارلوت تيلر
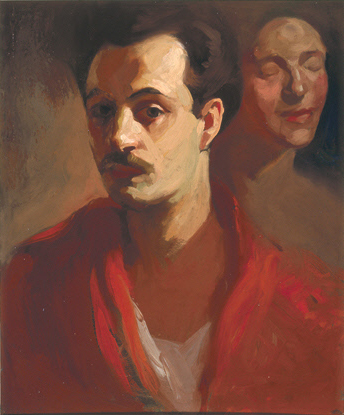
تصوير شخصي
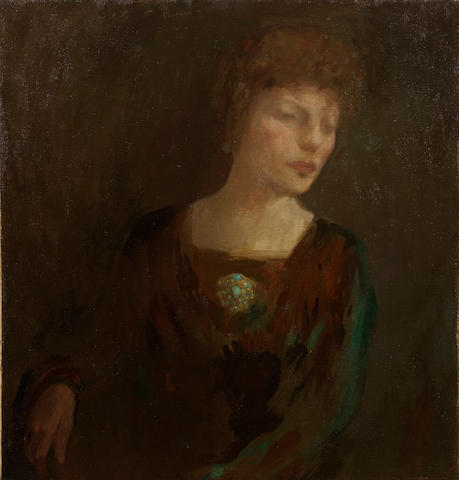
ألكسندر مورتن
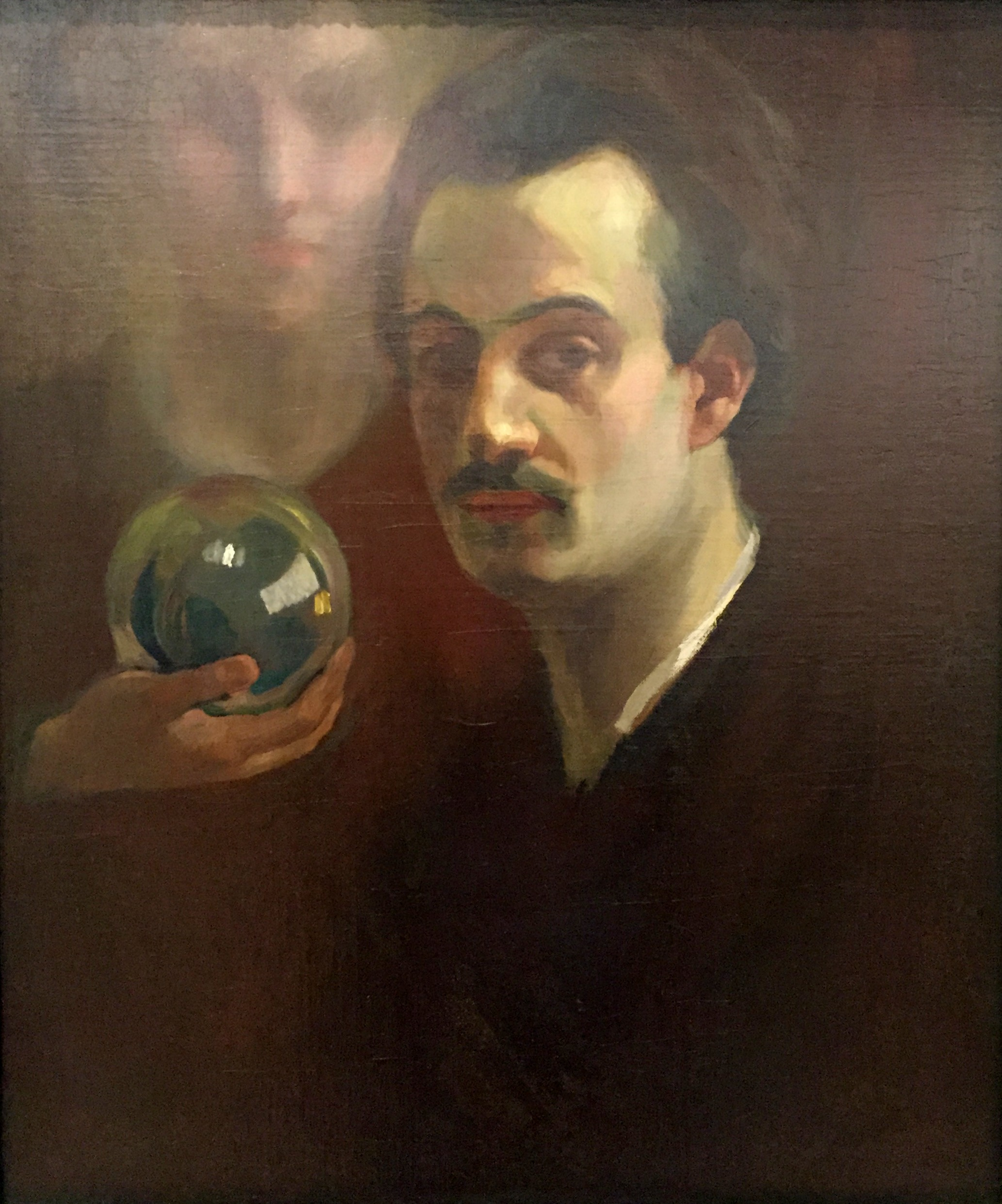
بورتريه ذاتي وموسى
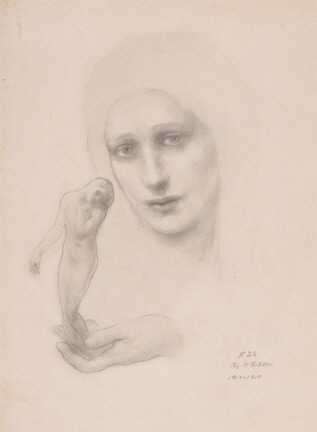
الهدية
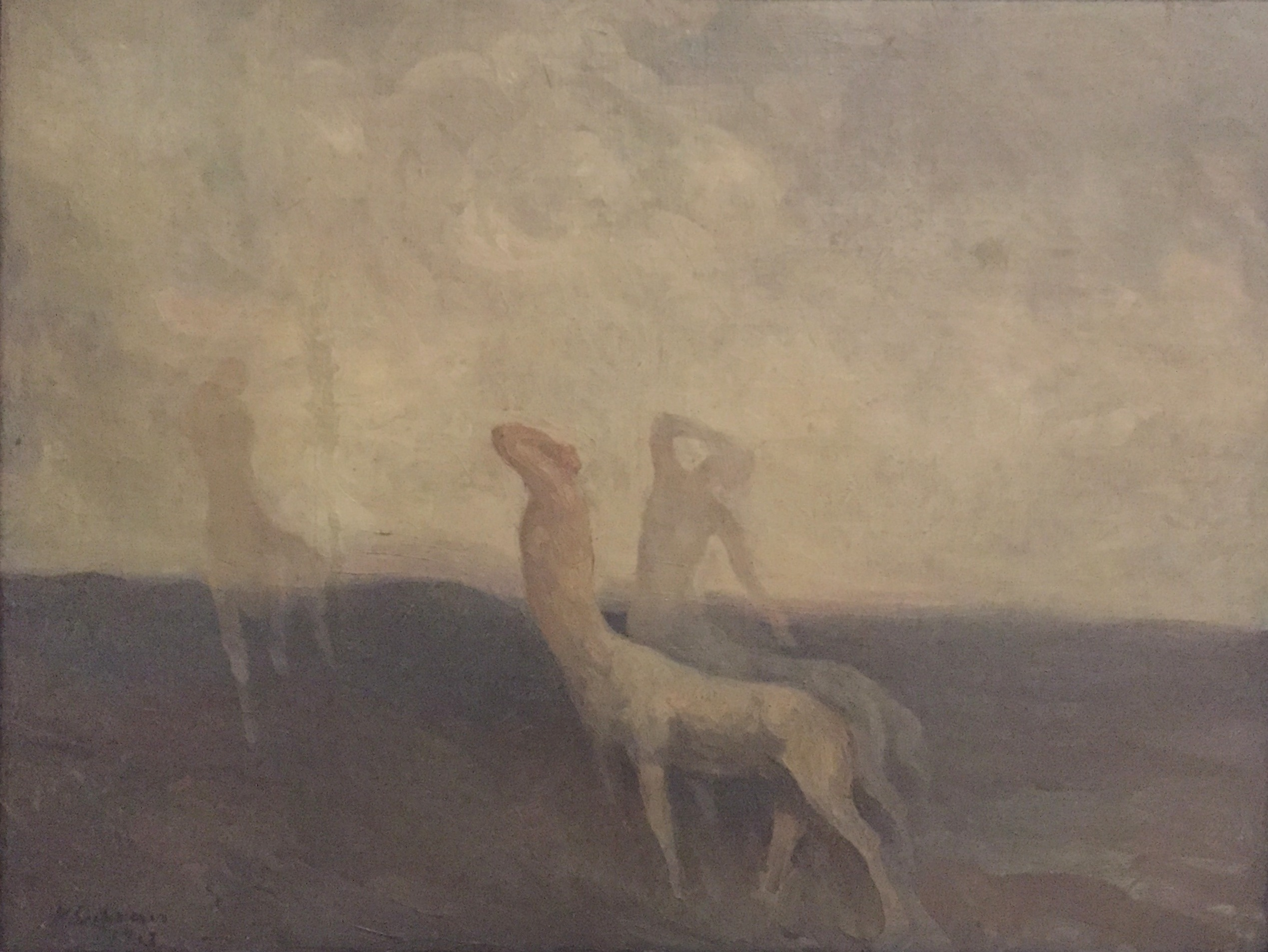
روح القنطور
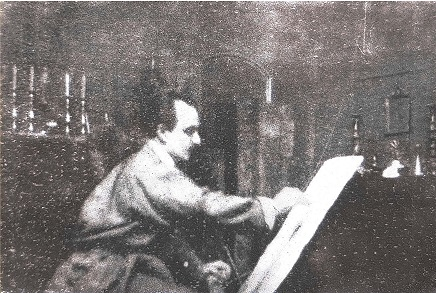
جبران خليل جبران في مرسمه
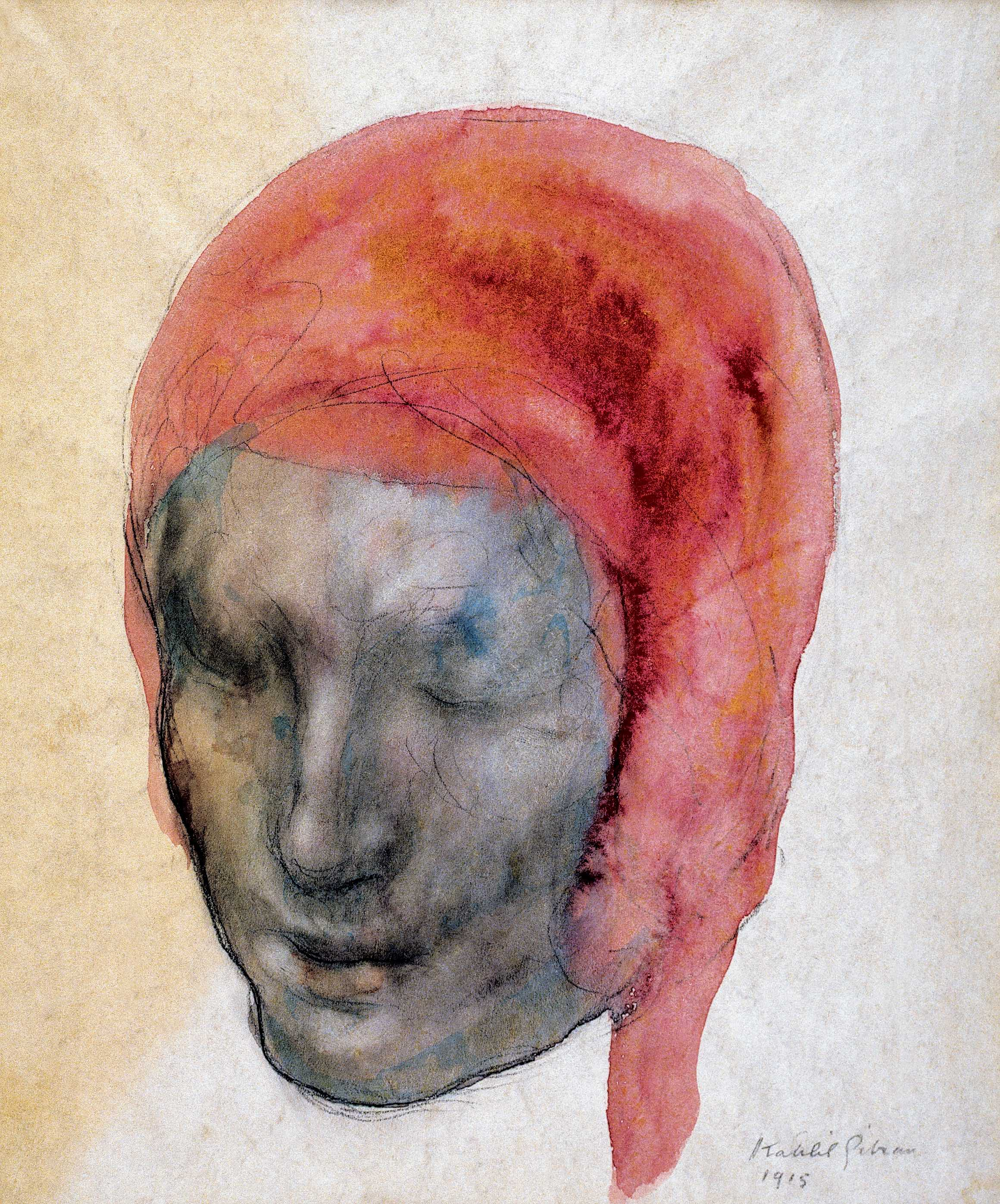
المكفوفين
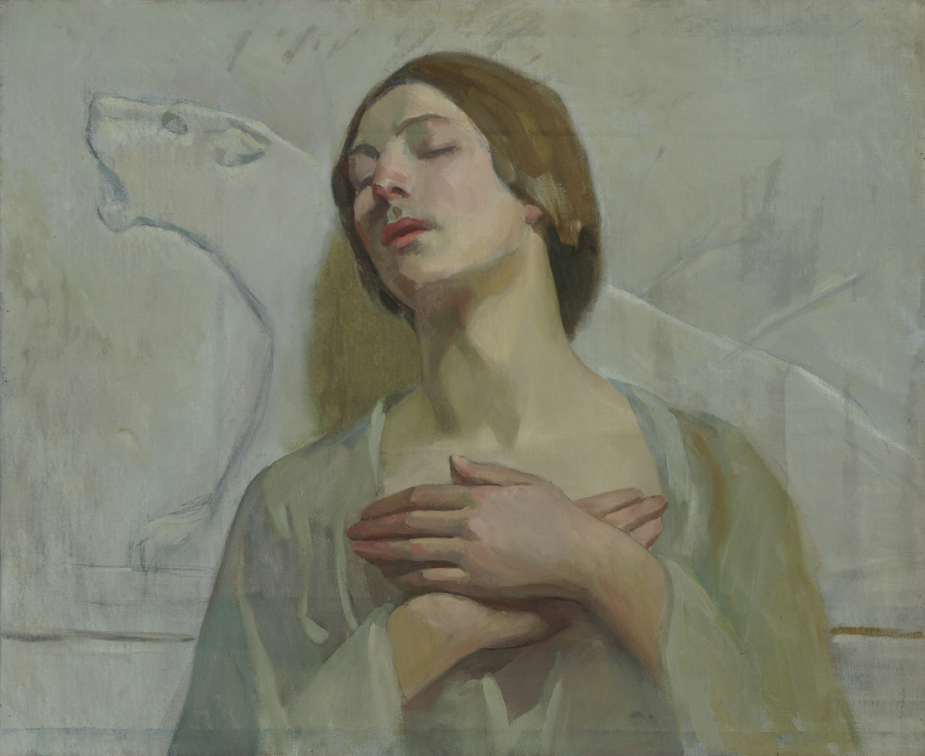
والدة خليل جبران
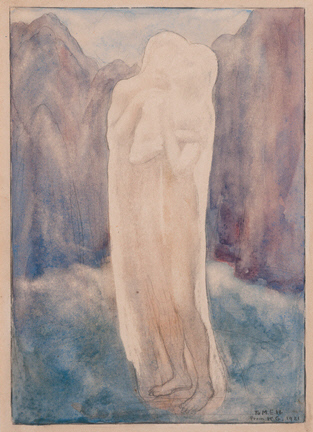
روح النور أو المناولة الروحية لجبران خليل جبران
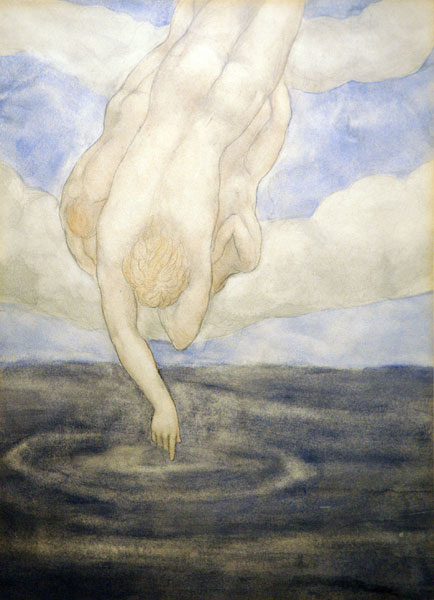
نزول الثالوث نحو بحر الأم
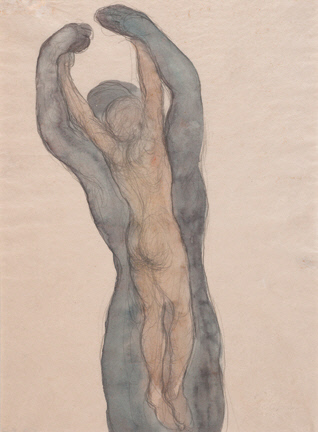
شخصية مرفوعة من خليل جبران
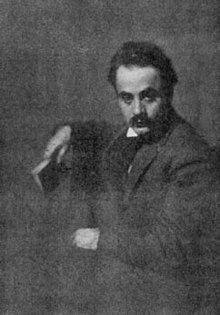
جبران خليل جبران
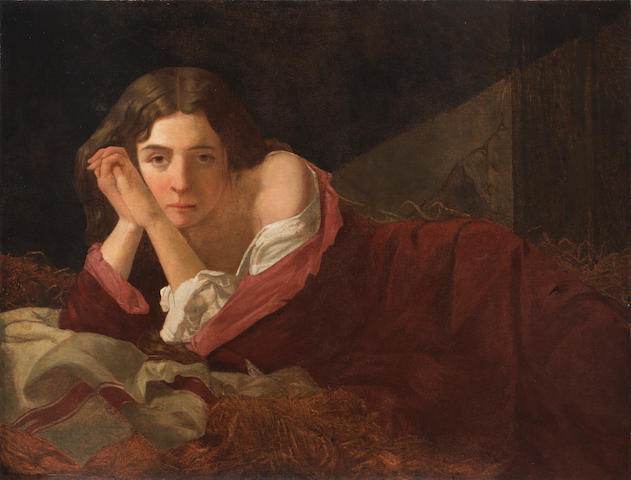
فريدريكا هاسكل
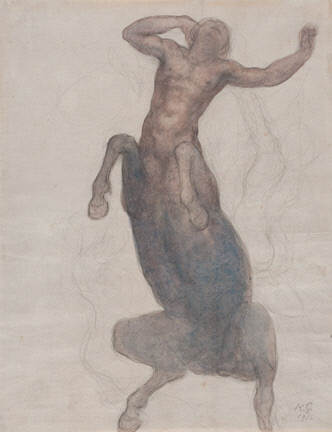
الشوق الكبير لجبران خليل جبران
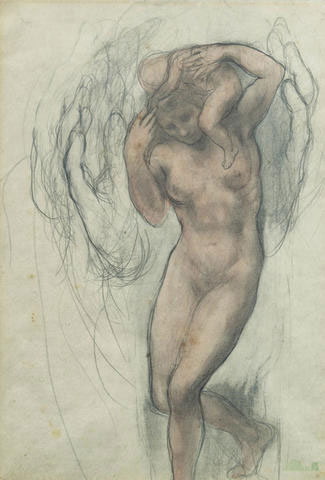
الشخصية الدائمة والطفل
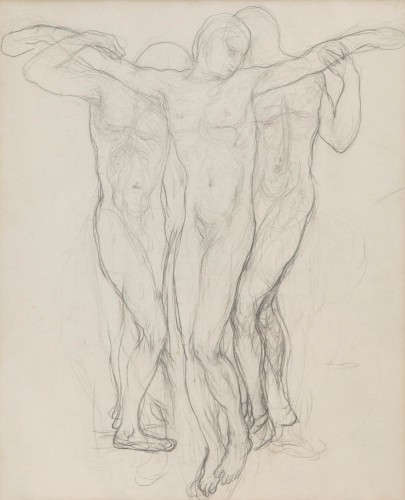
ثلاث شخصيات واقفة
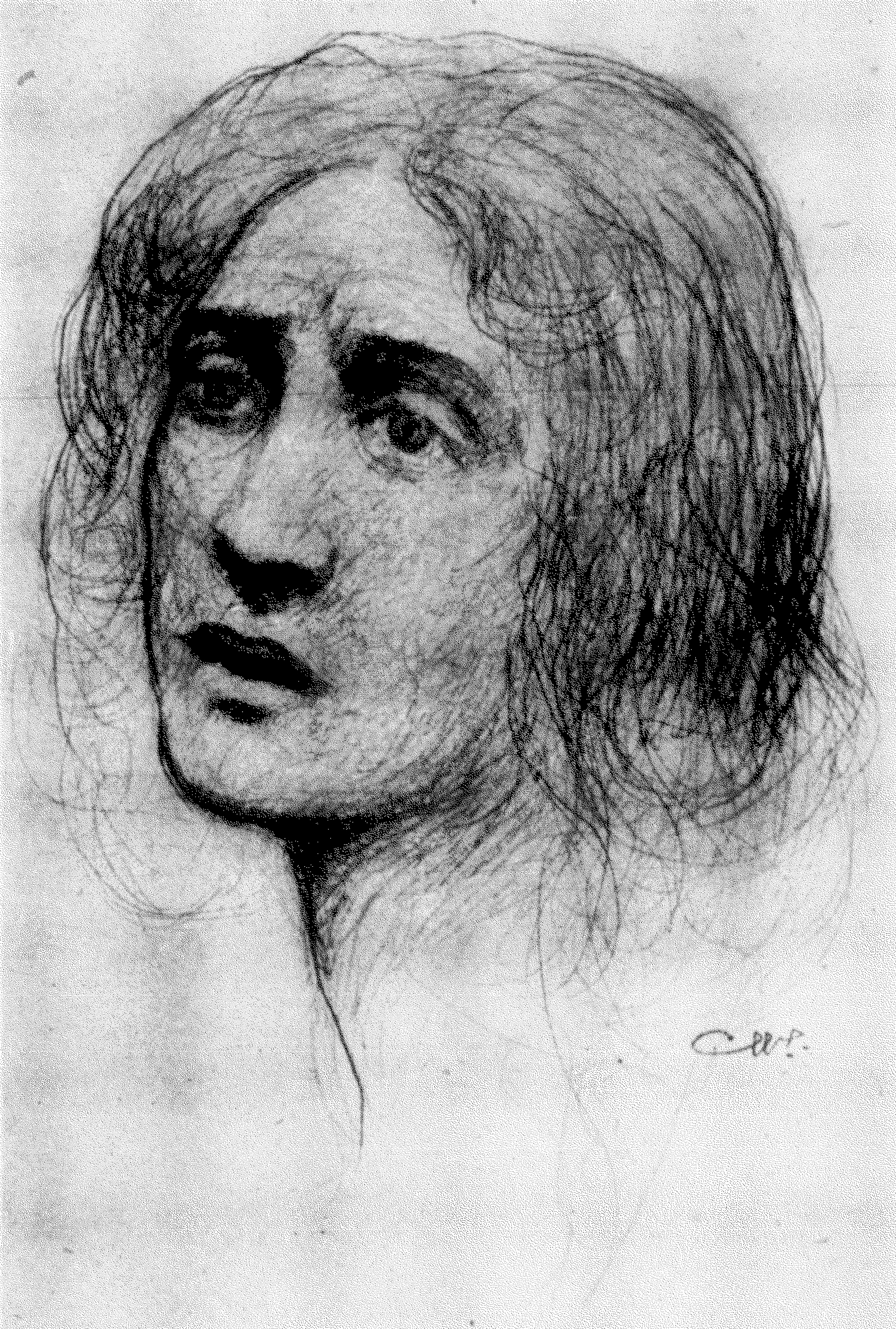
رسم مُتخيل للخنساء
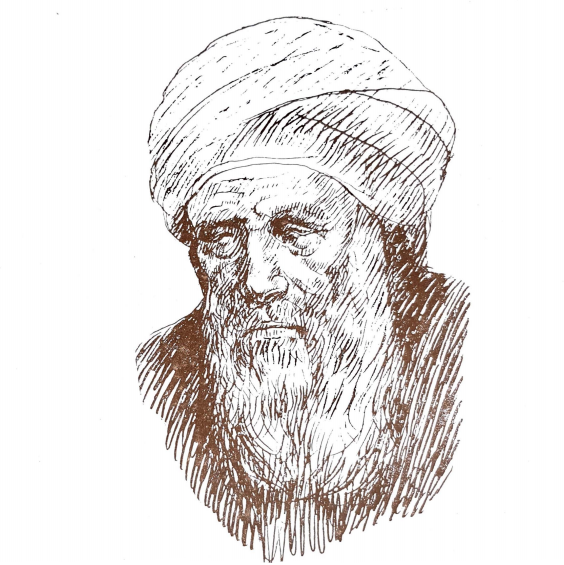
أبي العلاء المعري
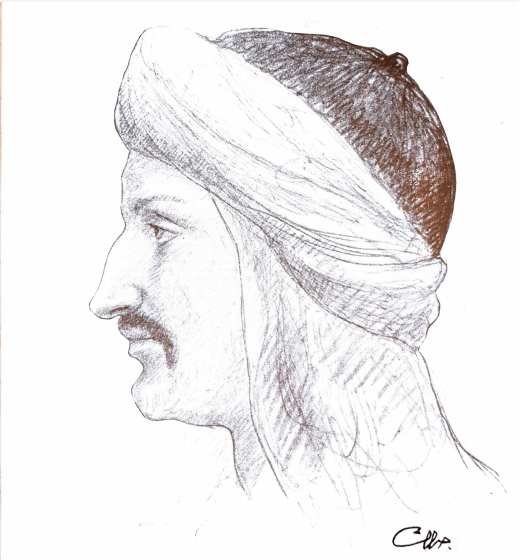
رسم تخيلي لعبد الله بن المقفع
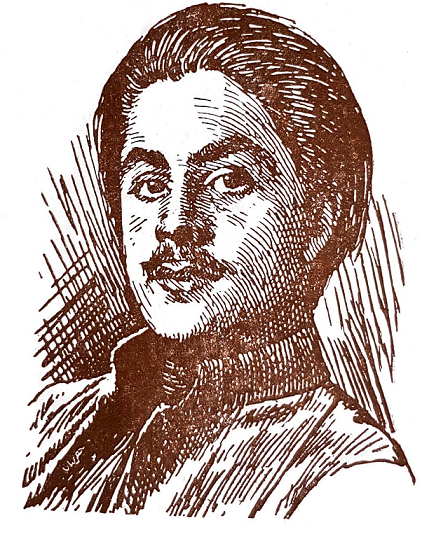
رسمة ذاتية لجبران خليل جبران في شبابه
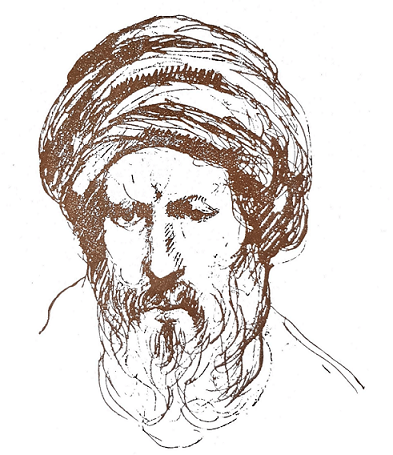
ابن خلدون
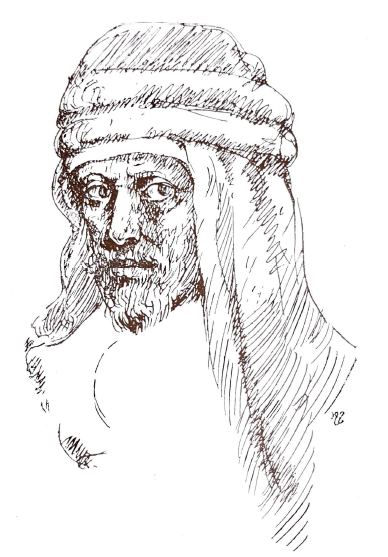
أبي الطيب المتنبي
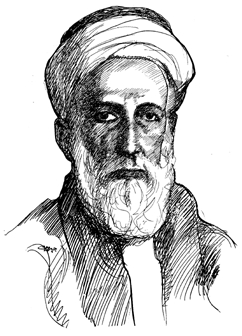
الحسين الأول (1853 -1931)
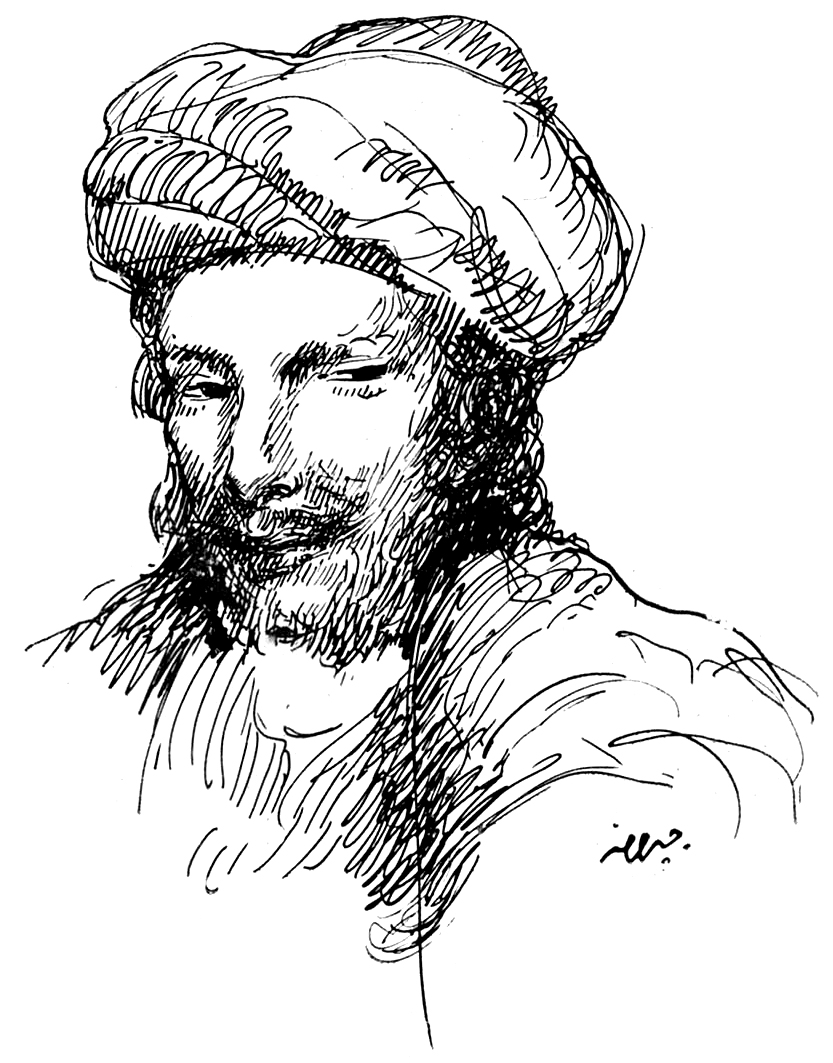
أبو نواس
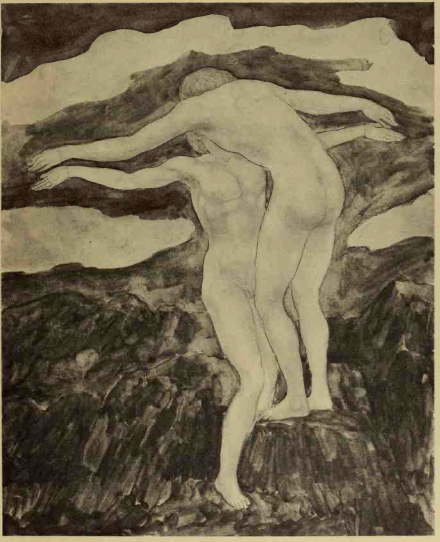
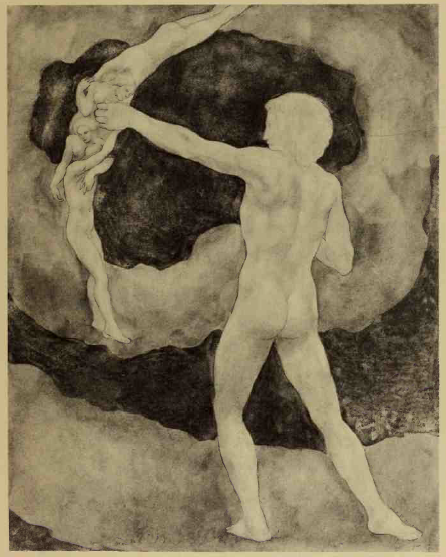
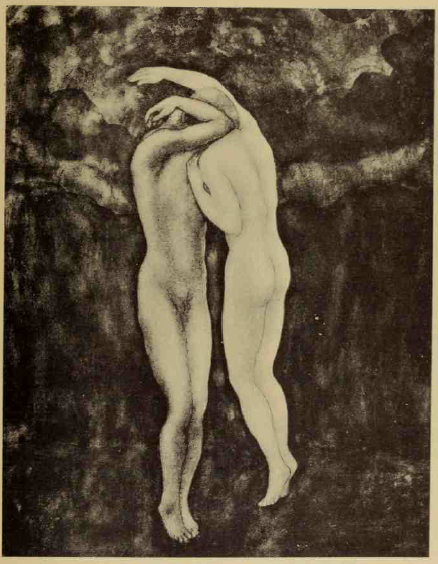
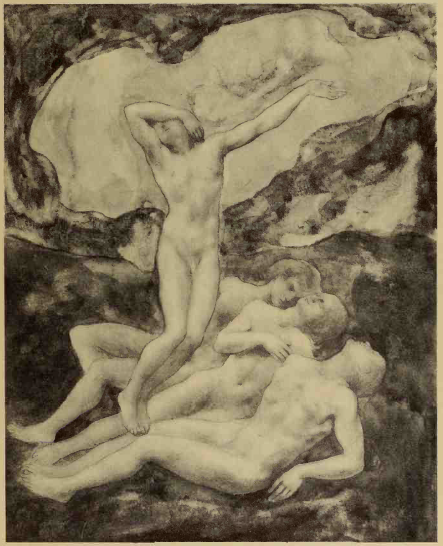
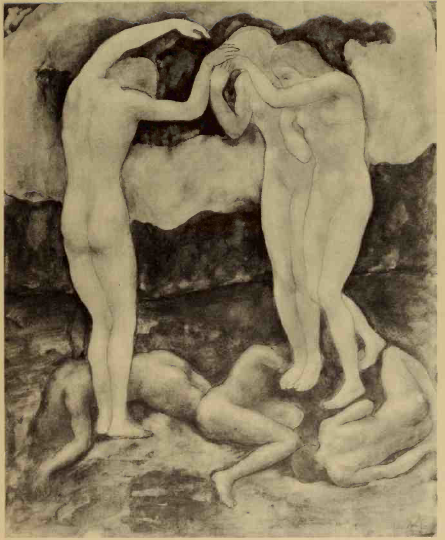
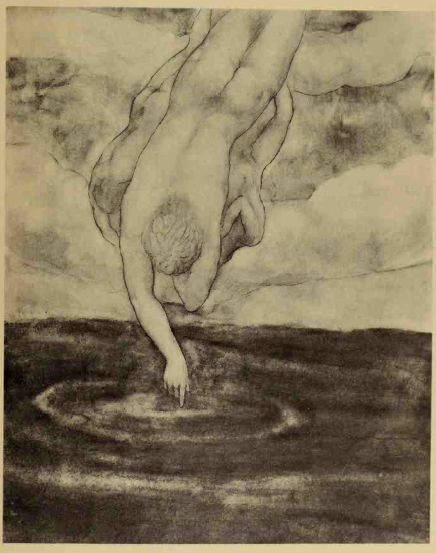
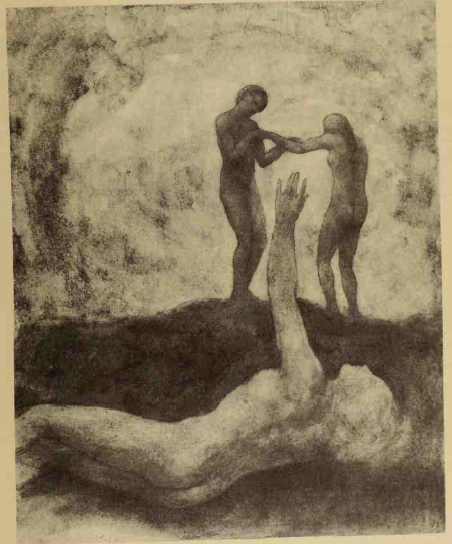
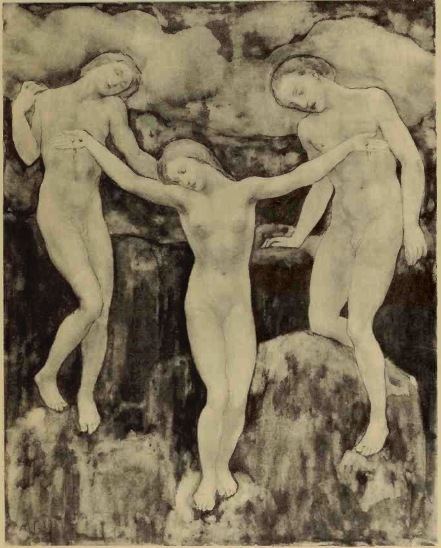
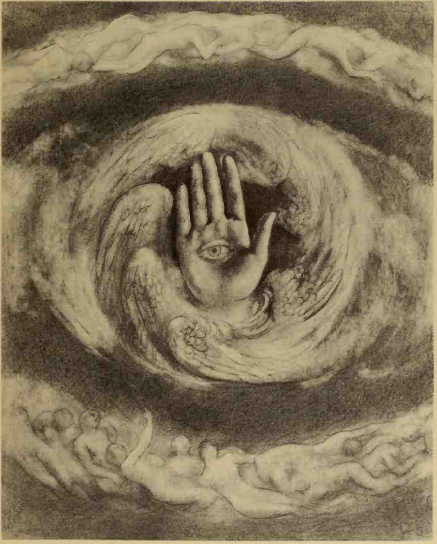
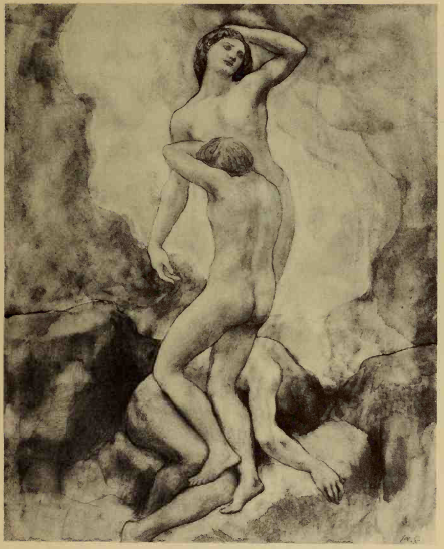

## مؤلفاته
ترجمت مؤلفاته إلى عشرات اللغات، ومن مؤلفاته التي ترجمت إلى الصينية رمل وزبد، والنبي، ودمعة وابتسامة، والمواكب، والأجنحة المتكسرة، وفي عام 1994، نشرت دار الشعب بمقاطعة قانسو المجموعة الكاملة لأعمال جبران، في ثلاث مجلدات كبيرة بالصينية.
| المؤلَّف                                     | سنة الصدور (م)                                                       | المرجع        |
| ------------------------------------------ | -------------------------------------------------------------------- | ------------- |
| المجنون                                    | أول كتب جبران الإنجليزية صدر عام 1900م                               | [ 46 ]        |
| المواكب                                    | 1900م                                                                | [ 47 ]        |
| عرائس المروج                               | 1905م                                                                |               |
| الأرواح المتمردة                           | 1908م                                                                | [ 48 ]        |
| الأجنحة المتكسرة                           | 1912م                                                                | [ 49 ]        |
| دمعة وابتسامة                              | 1914م                                                                | [ 50 ]        |
| المواكب                                    | 1919م                                                                |               |
| العواصف                                    | 1920م                                                                | [ 50 ]        |
| البدائع والطرائف                           | 1923م                                                                | [ 50 ]        |
| آلهة الأرض                                 | 1931م                                                                | [ 51 ]        |
| الشعلة الزرقاء                             | 1979م                                                                | [ 52 ]        |
| بلاغة العرب                                | 1985م                                                                | [ 53 ]        |
| جبران خليل جبران - الرسائل                 | 1994م                                                                | [ 54 ]        |
| أرباب الأرض                                | صدر الكتاب الأصلي باللغة الإنجليزية عام 1998م                        | [ 55 ]        |
| رسائل جبران                                | 1998م،1931م                                                          | [ 56 ]        |
| مختارات من رسائل جبران خليل جبران          | 1998م                                                                | [ 57 ]        |
| عيسى بن الإنسان                            | 1999م                                                                | [ 58 ]        |
| لعازر وحبيبته - المكفوف (مسرحيتان)         | 2001م                                                                | [ 59 ]        |
| العواطف                                    | 2002م                                                                | [ 60 ]        |
| الشعلة الزرقاء: رسائل حب إلى مي زيادة      | صدر الكتاب الأصلي باللغة الإنجليزية عام 2004م                        | [ 61 ]        |
| روائع جبران                                | 2005م                                                                | [ 62 ]        |
| التائه - آلهة الأرض                        | صدر الكتاب الأصلي باللغة الإنجليزية عام 1933م، 2006م                 | [ 63 ]        |
| مناجاة أرواح                               | 2007م                                                                | [ 64 ]        |
| آلهة الأرض والسابق                         | 2009م                                                                | [ 65 ]        |
| عرائس المروج                               | 2011م                                                                | [ 66 ]        |
| المجموعة الكاملة لمؤلفات جبران خليل جبران  | 2011م                                                                | [ 67 ]        |
| المواكب والمجنون                           | 2011م                                                                | [ 68 ]        |
| جبران خليل جبران (الأعمال العربية الكاملة) | 2013م                                                                | [ 69 ]        |
| موسوعة جبران خليل جبران المعربة            | 2015م                                                                | [ 70 ]        |
| يسوع ابن الإنسان                           | صدر الكتاب الأصلي باللغة الإنجليزية عام 1928م، 2018م                 | [ 71 ]        |
| حديقة النبي                                | صدر الكتاب الأصلي باللغة الإنجليزية عام 2018م                        | [ 72 ]        |
| العواصف                                    | 2020م                                                                | [ 73 ]        |
| النبي                                      | صدر الكتاب الأصلي باللغة الإنجليزية عام 1923م صدرت الترجمة عام 1932م | [ 74 ] [ 75 ] |
| رَمْلٌ وزَبَدٌ                                   | صدر الكتاب الأصلي باللغة الإنجليزية عام 1926م صدرت الترجمة عام 1926م | [ 76 ]        |
| آلهة الأرض                                 | صدر الكتاب الأصلي باللغة الإنجليزية عام 1931م صدرت الترجمة عام 1932م | [ 46 ]        |
| السابق                                     | صدر الكتاب الأصلي باللغة الإنجليزية عام 1920م صدرت الترجمة عام 1920م | [ 76 ]        |

### دواوين
| الديوان                                   | سنة الصدور (م) | المرجع |
| ----------------------------------------- | -------------- | ------ |
| ديوان جبران خليل جبران: زعيم شعراء المهجر | 2009م          | [ 77 ] |
| ديوان جبران                               | 2009م          | [ 78 ] |
| ديوان جبران خليل جبران                    | 2015م          | [ 79 ] |

### روايات
| الرواية             | سنة الصدور (م) | المرجع |
| ------------------- | -------------- | ------ |
| رواية دمعة وابتسامة | 1914م          | [ 80 ] |

### مجموعات
- Prose Poems (1934)
- Secrets of the Heart (1947)
- A Treasury of Kahlil Gibran (1951)
- A Self-Portrait (1959)
- Thoughts and Meditations (1960)
- A Second Treasury of Kahlil Gibran (1962)
- Spiritual Sayings (1962)
- Voice of the Master (1963)
- Mirrors of the Soul (1965)
- Between Night & Morn (1972)
- A Third Treasury of Kahlil Gibran (1975)
- The Storm (1994)
- The Beloved (1994)
- The Vision (1994)
- Eye of the Prophet (1995)
- The Treasured Writings of Kahlil Gibran (1995)

## فنانون تغنوا بكلماته
- مقطع «نصف ما أقوله لك لا معنى له، غير أني أقوله لعل النصف الآخر يبلغك» من قصيدة (رمل وزبد) 1926، استخدمه المغني جون لينون مع تغيير طفيف في أغنية جوليا التي أصدرتها فرقة البيتلز سنة 1968.
- أفرد الفنان الأمريكي اللبناني جبريل عبد النور لقصائد جبران ألبومًا كاملًا.
- غنت الفنانة فيروز قصيدته المواكب باسم «أعطني الناي وغني» كما غنت له مقاطع كاملة من كتاب النبي بالإضافة لقصيدة الأرض والتي مطلعها سفينتي بانتظاري، وأخيرا غنت له قصيدة يا بني أمي لتبقى المطربة فيروز التي تغنت بقصائد جبران.
- غنت فرقة (Mr. Mister) قصيدة الأجنحة المتكسرة.
- عزف له فنان الجاز الأمريكي جاكي ماكلين مقطوعة موسيقية سماها جبران النبي.[81]

## أفلام مستلهمة من أعماله
- الأجنحة المتكسرة (بالإنجليزية: The Broken Wings) (1962): فيلم رومنسي من إنتاج المخرج المصري ذو الأصل اللبناني «يوسف معلوف»، استلهم الفيلم من كتاب يحمل نفس العنوان «الأجنحة المتكسرة». أنتج في البداية في لبنان باللغة العربية وبعد نجاحه عرض في الدول الأجنبية باللغة العربية مع الترجمة الإنجليزية، فقدت أشرطة التسجيل خلال الحرب الأهلية اللبنانية ثم وجدت نسخة منها لاحقًا بعد الحرب.[82]
- النبي (بالإنجليزية: The Prophet) (2011): من إنتاج المخرج «جاري تارن» وبطولة «ثاندي نيوتن» استلهم من كتاب «النبي». والفيلم عبارة عن مقاطع تجسد نصوص الكتاب.[83]
- النملات الثلاث (بالإنجليزية: The Three Ants) (2011): فيلم درامي قصير من إخراج «غابريل سومن»، وهو تجسيد لنص شعري ورد في كتابه «المجنون».[84]
- النبي (2014): هو فيلم رسوم متحرّكة انتج من طرف 9 منتجين، أبرزهم الممثلة المكسيكيّة «سلمى حايك» وبتناوب 10 مخرجين. استلهم الفيلم من كتابه المشهور «النبي» مع بعض التعديلات لإضافة بعض الحيوية للسيناريو. لم يحصل الفيلم على مبيعات عالية لكنه حصل على تقييمات جيدة.[85][86]

## شائعات نفيت حوله
في كتاب جبران خليل جبران الذي ألفه اسكندر نجار باللغة الفرنسية في باريس سنة 2003، نفى الكاتب أكثر من شائعة عن جبران ومنها:
- أن جبران ولد في بومباي الهندية.
- أنه تعلم فن الرسم عند النحات الفرنسي رودان.
- أنه تعرض لاعتداء إرهابي يستهدف حياته من تدبير المخابرات العثمانية.[87]

## الوفاة

شعار محرك بحث جوقل بمناسبة ذكرى مولد الأديب جبران خليل جبران في 6 يناير 2011

توفي جبران خليل جبران في مستشفى بنيويورك في يوم الجمعة تاريخ 10 أبريل 1931 الموافق 22 ذو القعدة 1349هـ وهو عن عمر 48 عامًا. كان سبب الوفاة هو تليف الكبد والسل. وكانت أمنية جبران أن يُدفن في لبنان، وقد تحققت له ذلك في 1932. دُفن جبران في صومعته القديمة بدير مار سركيس (القديس سيرج) في لبنان، الذي تحول إلى متحف عُرف لاحقًا باسم متحف جبران.
أوصى جبران أن تكتب هذه الكلمة على قبره بعد وفاته:
| جبران خليل جبران | أنا حي مثلك، وأنا واقف الآن إلى جانبك؛ فاغمض عينيك والتفت؛ تراني أمامك | جبران خليل جبران |

## أقوال مأثورة
- في الزواج: ولدتما معاً، وتظلان معاً. حتى في سكون تذكارات الله. ومعاً حين تبددكما أجنحة الموت البيضاء. ولكن، فليكن بين وجودكم معاً فسحات تفصلكم بعضكم عن بعض، حتى ترقص أرياح السموات بينكم. أحبوا بعضكم بعضاً؛ ولكن، لا تقيدوا المحبة بالقيود، بل لتكن المحبة بحراً متموجاً بين شواطئ نفوسكم. ليملأ كل واحد منكم كأس رفيقه؛ ولكن، لا تشربوا من كأس واحدة. أعطوا من خبزكم كأس رفيقه؛ ولكن، لا تأكلوا من الرغيف الواحد. غنوا وارقصوا معاً، وكونوا فرحين أبداً؛ ولكن، فليكن كل منكم وحده، كما أن أوتار القيثارة يقوم كل واحد منها وحده ولكنها جميعاً تخرج نغماً واحداً. ليعط كل منكم قلبه لرفيقه؛ ولكن، حذار أن يكون هذا العطاء لأجل الحفظ، لأن الحياة وحدها تستطيع أن تحتفظ بقلوبكم. قفوا معاً؛ ولكن، لا يقرب أحدكم من الآخر كثيراً، لأن عمودي الهيكل يقفان منفصلين، والسنديانة والسروة لا تنمو الواحدة منهما في ظل رفيقتها.
- ليست حقيقة الإنسان بما يظهره لك، بل بما لا يستطيع أن يظهره، لذلك إذا أردت أن تعرفه فلا تصغ إلى ما يقول بل إلى ما لا يقول.
- الحق يحتاج إلى رجلين: رجل ينطق به ورجل يفهمه.
- في التمرد: أنا متطرف حتى الجنون، أميل إلى الهدم ميلي إلى البناء، وفي قلبي كره لما يقدسه الناس، وحب لما يأبونه ولو كان بإمكاني استئصال عوائد البشر وعقائدهم وتقاليدهم لما ترددت دقيقة، أما قول بعضهم أن كتاباتي (سم في دسم) فكلام يبين الحقيقة من وراء نقاب كثيف، فالحقيقة العارية هي أنني لا أمزج السم بالدسم، بل أسكبه صرفًا غير أني أسكبه في كئوس نظيفة شفافة.[88]
- المحبة لا تعطي إلا نفسها، ولا تأخذ إلا من نفسها. المحبة لا تملك شيئاً، ولا تريد من يملكها أحد؛ لأن المحبة مكتفية بالمحبة.

## مؤلفات حوله
كُتبت حول جبران مئات الدراسات والبحوث والكتب، يمكن الإشارة منها إلى:
- ميخائيل نعيمة، جبران خليل جبران (مؤسسة نوفل، بيروت 1981).
- جبران خليل جبران، بقلم إسكندر نجار.
- جبران خليل جبران، بقلم بنان محمود أبو عيد.
- مجموعة مقدمات على مؤلفات جبران، بقلم نازك سابا يارد.
- شعراء الرابطة القلمية، بقلم نادرة جميل سراج.
- الطبيعة عند شعراء الرابطة القلمية.. جبران خليل جبران أنموذجا، بقلم ميثم حاتم.
- نبيل كريمة (1964). جبران خليل جبران وآثاره في الأدب العربي: دراسة، نقد، تحليل، نصوص. دار الرابطة الثقافية.
- كتاب «النبي - عصر وحياة جبران خليل جبران»، المؤلف: روبين ووترفيلد، الناشر: مطبعة بنكوين - لندن 1998.[89]
- جبران الخالد، سهيل بشروئي، دار الساقي، 2008
- في عالم جبران، روز غريب، ديناميك غرافيك للطباعة والنشر، 2000
- مركزية قصيدة النثر في نتاج جبران خليل جبران - مجلة الحداثة (ربيع 2019) - كامل فرحان صالح
- أضواء جديدة على جبران، توفيق صايغ

## نصب تذكارية وتشريفات
على الرغم من المكانة المرموقة التي حظي بها جبران خلال حياته، إلا أنه لم يُكرم تكريماً يليق به إلا بعد وفاته. شُيّدت العديد من الأماكن والنصب التذكارية على شرف جبران خليل جبران كمتحف جبران في بشري، نصب جبران التذكاري في بوسطن، حديقة جبران خليل جبران في بيروت، حديقة خليل جبران التذكارية في واشنطن، أكاديمية خليل جبران الدولية في بروكلن ومدرسة خليل جبران الإبتدائية في يونكيرس، نيويورك.

تكريماً لجبران خليل جبران الذي آمن بقدسية الحرية الفردية والمبادئ الإنسانية، والذي أعتزّ بتراثه العربي واحترام الحريات في المجتمع الأمريكي على حدٍ سواء، تُقدم مؤسسة المعهد العربي الأمريكي جائزة جبران خليل جبران للروح الإنسانية منذ عام 1999 سنوياً للأفراد والمؤسسات التي تعمل دعماً للإندماج والإنفتاح الثقافي بين الأقليات العرقية والدينية.
- نشرت وزارة البريد والاتصالات اللبنانية طابعًا على شرفه عام 1971.
- متحف جبران في بشري، لبنان.
- حديقة جبران خليل جبران، بيروت، لبنان.
- مجموعة جبران خليل جبران، متحف سمية، المكسيك.
- افتتح شارع خليل جبران، مونتريال، كيبيك، كندا في 27 سبتمبر 2008 بمناسبة الذكرى 125 لميلاده.
- حديقة خليل جبران التذكارية في واشنطن العاصمة.[94] مكرسة في عام 1990
- ألماز أبنادر، أبناء المهجر: الأدب العربي الأمريكي يمتد قرنًا.[95]
- لوحة جبران التذكارية في ميدان كوبلي، بوسطن، ماساتشوستس.
- افتتحت أكاديمية خليل جبران الدولية، وهي مدرسة ثانوية عامة في بروكلين، نيويورك في سبتمبر 2007.
- تمثال خليل جبران، يريفان، أرمينيا (2005).[96][97]
- مدرسة خليل جبران الرباط، المدرسة المغربية والبريطانية الدولية في الرباط، المغرب.
- جناح جبران في مدرسة باستور في مونتريال، كيبيك، كندا.ملف:KhalilGibranMemorial01.jpgنصب تذكاري لجبران في واشنطن العاصمة

نصب تذكاري لجبران في واشنطن العاصمة

- خليل جبران بارك (Parcul خليل جبران) في بوخارست، رومانيا.
- نحت جبران خليل جبران على قاعدة من الرخام في بناء النصب التذكاري العربي في كوريتيبا، بارانا، البرازيل.
- نصب جبران خليل جبران التذكاري، أمام ساحة لاس ناسيونس، بوينس آيرس.
- تمثال نصفي في بيلو هوريزونتي، ميناس جيرايس، البرازيل.
- جبران خليل جبران الفضاء الثقافي في شمال كراكاس، فنزويلا
- فينا ديل مار، تشيلي. نصب تذكاري يقع في شارع مارينا. ونحت من قبل ريكاردو سانتاندر باتالا.
- جائزة جبران خليل جبران للروح الإنسانية يمنحها المعهد العربي الأمريكي في واشنطن العاصمة[98][99]
- جائزة جبران خليل جبران العالمية، تمنحها هيئة إحياء التراث العربي في أستراليا.

### متحف جبران خليل جبران
عُرف سابقاً باسم دير مار سركيس، موجود في دير مار سركيس في بلدة بشري، هو متحف مخصص للتعريف بالفيلسوف والرسام والشاعر والكاتب اللبناني جبران خليل جبران. تأسس المتحف عام 1935. يضم المتحف 440 لوحة بالإضافة إلى رسومات ومخطوطات أصلية للفيلسوف اللبناني، كما يحتوي على أدواته الحرفية التي استعملها خلال حياته في نيويورك. في الأصل كان هذا المتحف مغارة للرهبان الباحثين عن مأوى في القرن السابع، حيث أصبحت محبسة مار سركيس (القديس سركيس) مقبرة جبران خليل جبران، وتحولت فيما بعد إلى متحف له.
يتكون المتحف من ثلاثة طوابق ومجموع 16 غرفة، من بينها تم إضافة مدخل وغرفة إدارية، منها يلج الزائر إلى غرف متعدّدة. الغرفة العلوية مقسمة إلى طابقين. في إحدى الغرف مجموعة من أغراضه، لوحة لجبران لـ «رودين»، والغرفة الأخرى عبارة عن ينبوع ماء يتدفق من الصخور، ولوحة لجبران تعود للعام 1909 بين رفاقه الفنانين في محترف أحد الفنانين الصوفيين بيار مرسال برونو، وفيلمين وثائقيين لهاسكل وجبران عندما كانا صغيرين.
تحتوي الغرف أيضًا على العديد من لوحاته الأصلية، ومخطوطاته، وبعض ممتلكاته الشخصية مثل الساعات وفرشاة الرسم ومجموعة أعماله الأولى عندما كان طالبًا في مدرسة بشري. ومن المعروضات لوحة لجبران بريشة الحويك، والحويك بريشة فروخ، وخزانتان منفصلتان هما مكتبته التي تحتوي على كتبه. ويؤدي درج ضيق منحوت في الصخر بشكل حلزوني إلى قاعة واسعة، وعلى اليمين في منتصف القاعة يوجد كهف به نعش جبران، وفي زاوية الصالة سريره الذي وُصِف بالقصير تعبيراً عن طول صاحبه، ومكتبه، وبعض أغراضه ومنها المرسم.
أما عند مدخل الصالة فهناك عبارة مُنارَة بالكهرباء، وفي هذه الصالة ينتهي المتحف:
| جبران خليل جبران | I am alive like you, and I am standing beside you | جبران خليل جبران |

## في الثقافة الشعبية

### مسرحيات
- مسرحية «استراحة على متن الريح» للكاتب والممثل الأردني نديم صوالحة تتحدث عن حياة جبران.[75]

## معرض صور

### صور إضافية

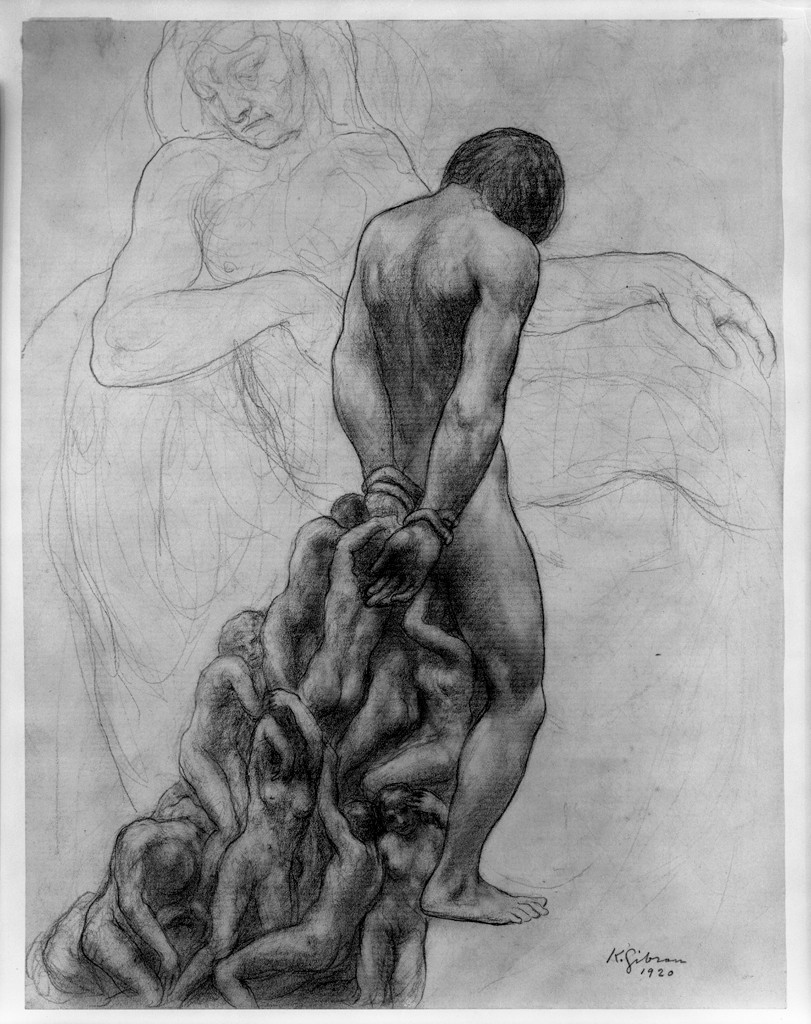
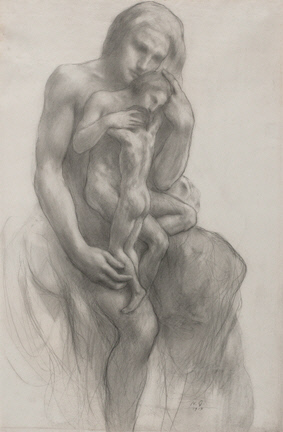
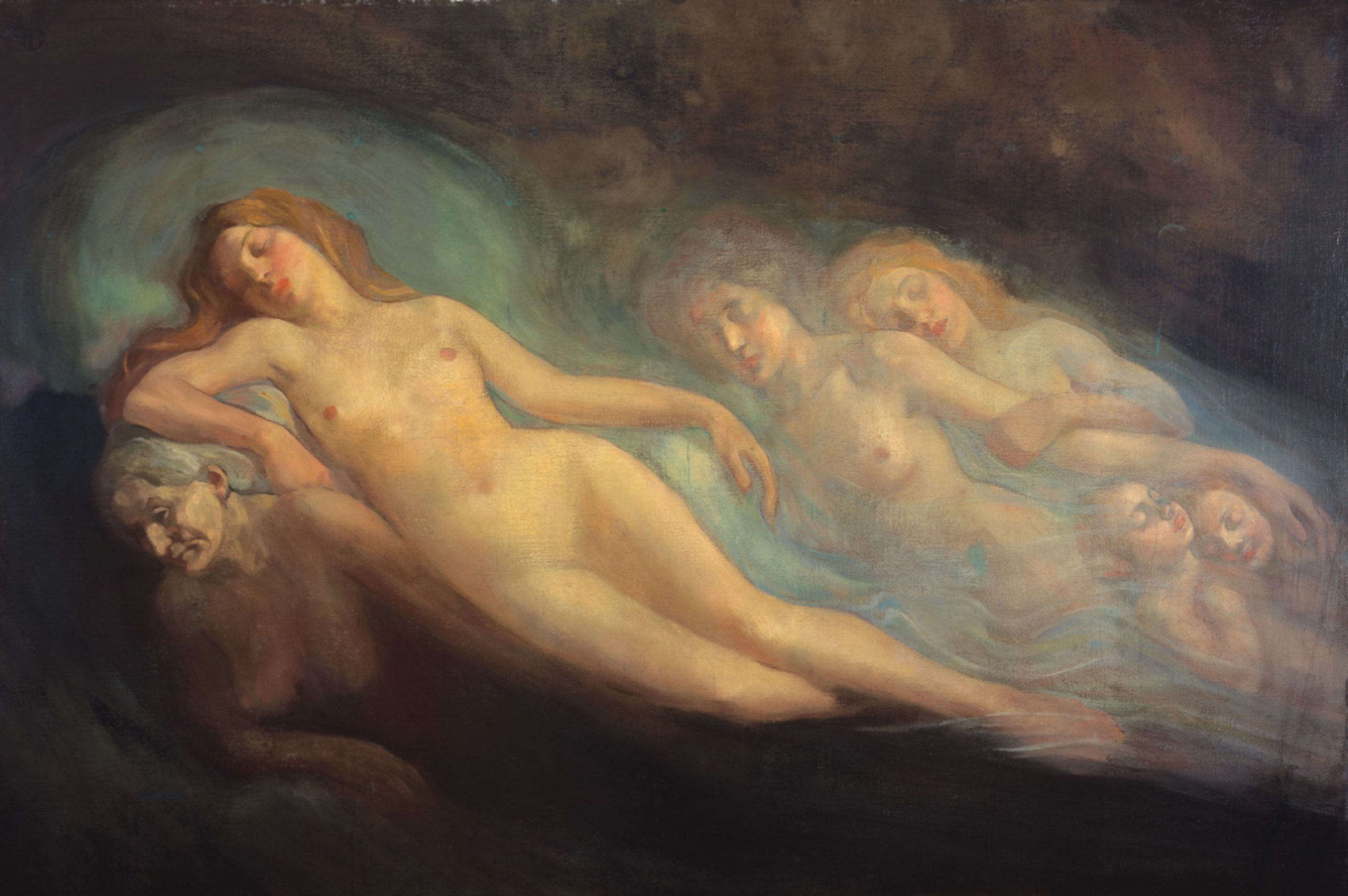
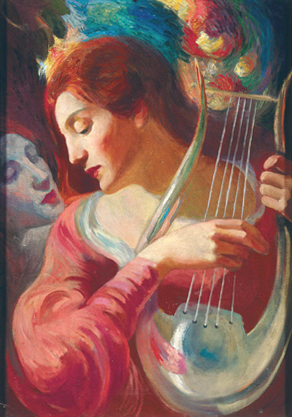
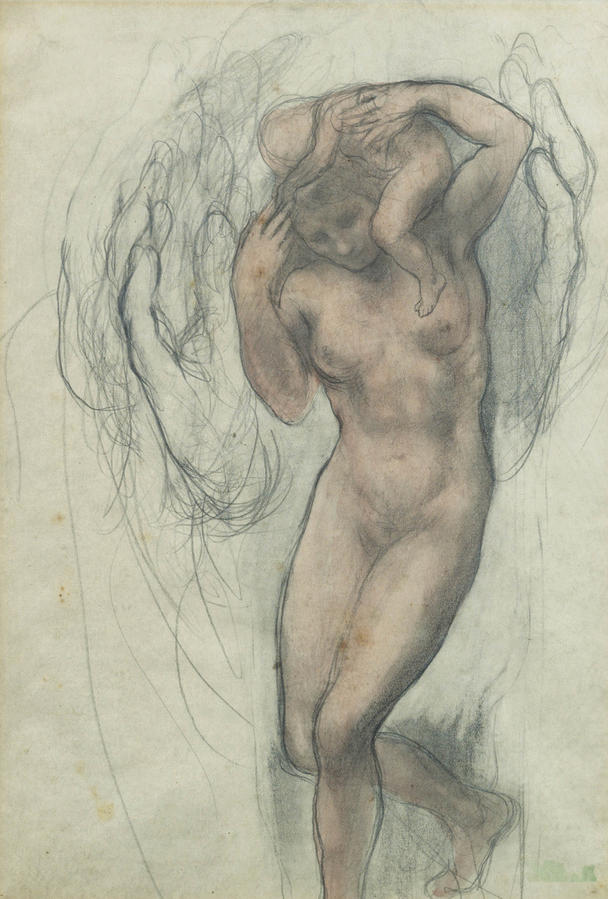
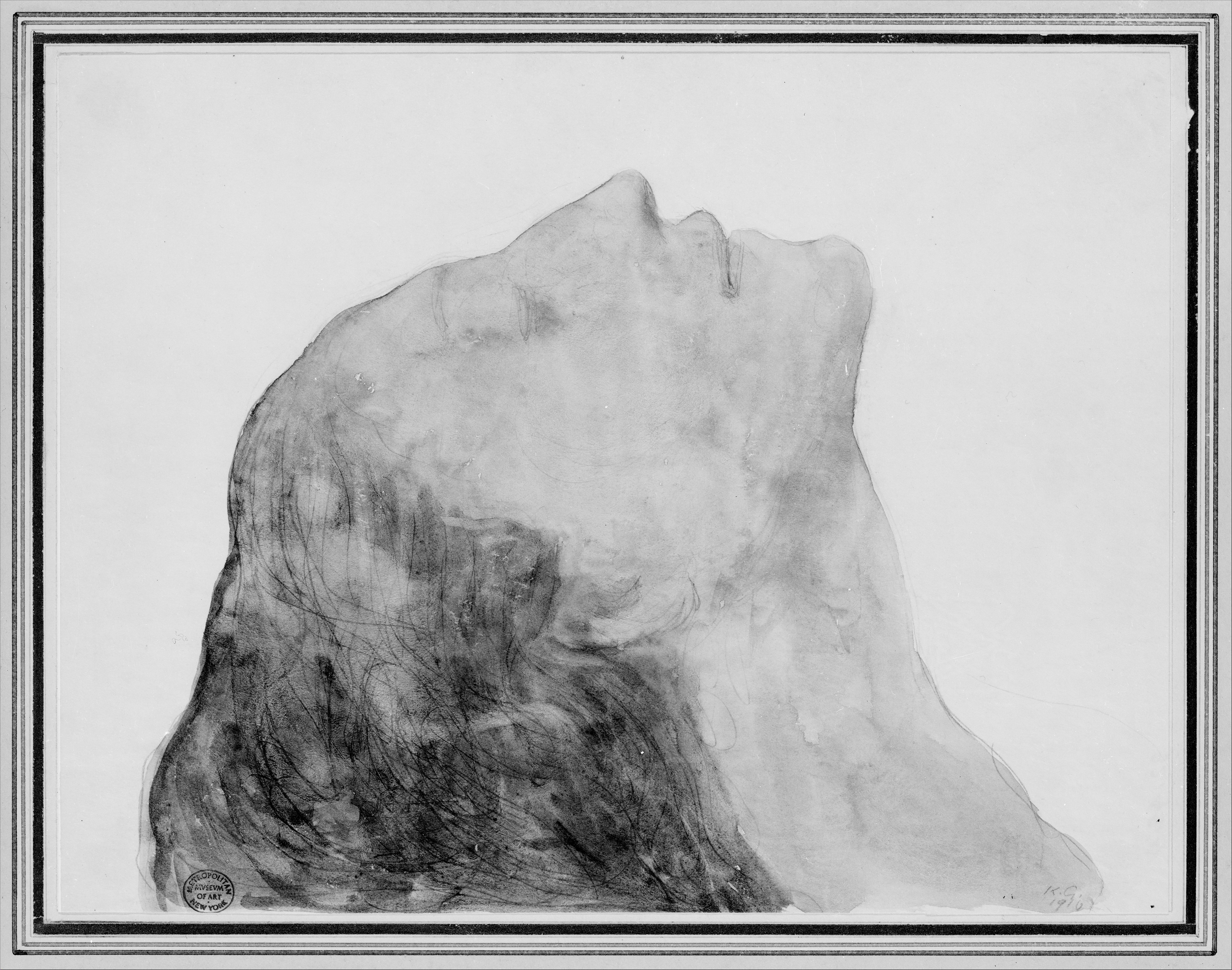
كتاب لمجموعة من الرسائل التي كتبها جبران خليل جبران لمي زيادة

### نماذج لرسائل جبران لميّ زيادة

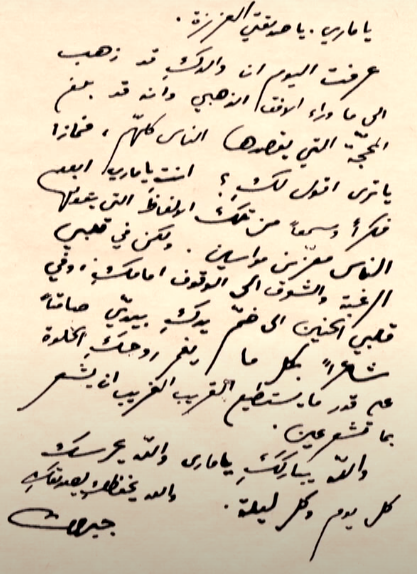
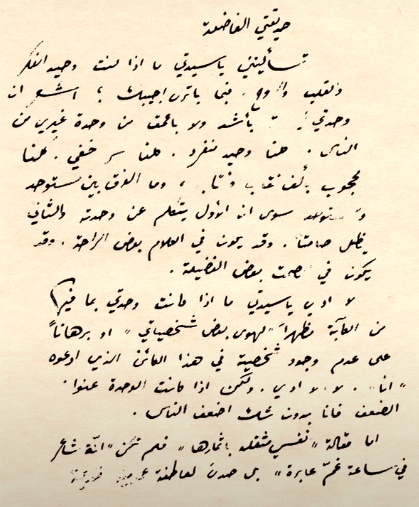
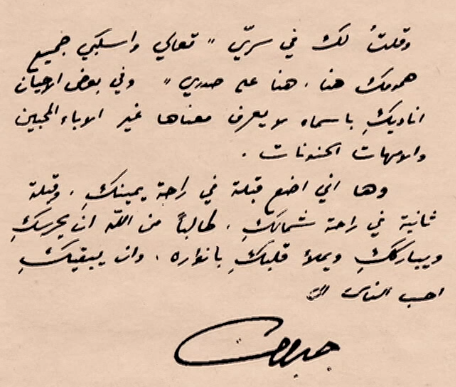
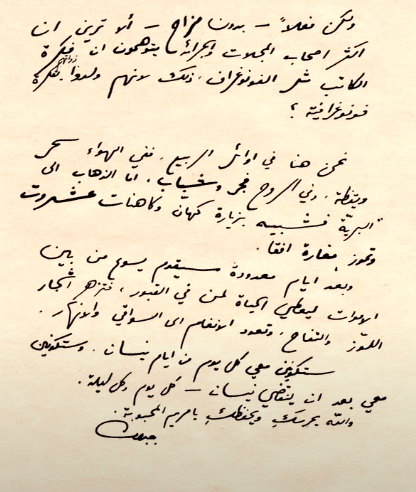
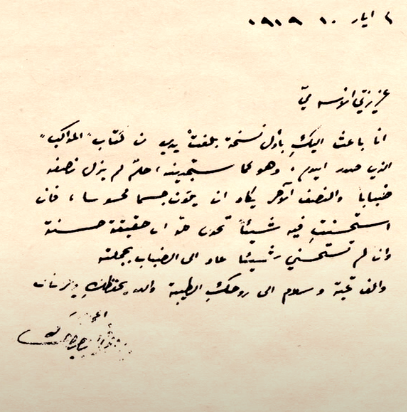
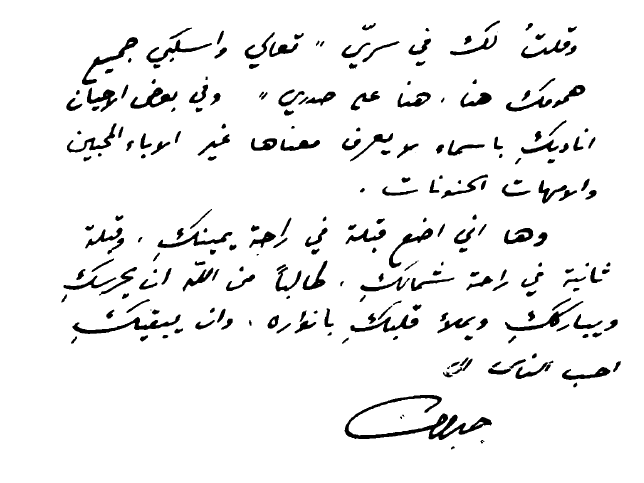
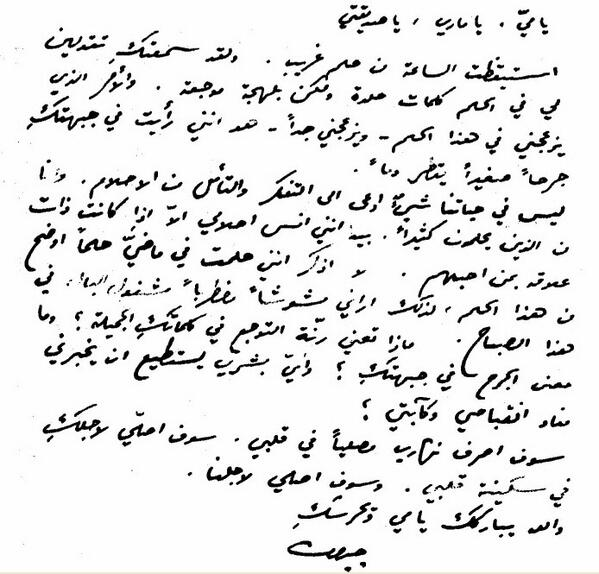

## وصلات خارجية
- جبران خليل جبران على موقع أرشيف الشارخ.
- جبران خليل جبران على موقع IMDb (الإنجليزية)
- جبران خليل جبران على موقع الموسوعة البريطانية (الإنجليزية)
- جبران خليل جبران على موقع ميوزك برينز (الإنجليزية)
- جبران خليل جبران على موقع ميوزك برينز (الإنجليزية)
- جبران خليل جبران على موقع إن إن دي بي (الإنجليزية)
- جبران خليل جبران على موقع ديسكوغز (الإنجليزية)
- جبران خليل جبران على موقع بوابة الشعراء.
- جبران خليل جبران على موسوعة الديوان الشعرية.